# Abraham Lincoln
Pour les articles homonymes, voir Abraham Lincoln (homonymie) et Lincoln.
Abraham Lincoln (prononcé en anglais : /ˈeɪ.bɹə.hæm ˈliŋ.kən/), né le 12 février 1809 dans le comté de Hardin (Kentucky) et mort assassiné le 15 avril 1865 à Washington, D.C., est un homme d'État américain. Il est le seizième président des États-Unis, élu à deux reprises, en novembre 1860 et en novembre 1864, et devient le premier président républicain de l’histoire du pays. Il a dirigé les États-Unis lors de la pire crise constitutionnelle, militaire et morale de leur histoire, la guerre de Sécession, et réussit à préserver l’Union contre les États confédérés du Sud. C’est au cours de cette dernière qu’il fait ratifier le XIIIe amendement de la Constitution des États-Unis, qui abolit l’esclavage. Sorti victorieux de la guerre civile, il est assassiné cinq jours après la fin officielle de celle-ci, à la suite d'un complot organisé par des partisans sudistes, au début de son second mandat.
Lincoln naît dans une famille modeste. Après une enfance et adolescence sans relief, il apprend seul le droit, grâce à ses talents d'autodidacte, et devient avocat itinérant. Entraîné peu à peu sur le terrain de la politique, il dirige un temps le Parti whig et est élu à la Chambre des représentants de l'Illinois dans les années 1830, puis à celle des États-Unis pour un mandat dans les années 1840. Alors que le pays traverse depuis plusieurs années une période de fortes tensions au sujet de l’esclavage, Lincoln, s’opposant à son extension dans les nouveaux États fédérés, acquiert une notoriété nationale en 1858 à la suite d’une série de débats contre Stephen A. Douglas, partisan du droit des États à introduire ou non l'esclavage sur leur territoire. Porté par cette popularité, Lincoln est choisi par le Parti républicain nouvellement formé pour porter ses couleurs aux élections présidentielles de 1860. Lâché par les États du Sud, il remporte la plupart des États du Nord et est élu président en 1860. Cette élection entraîne immédiatement la sécession de sept États esclavagistes du Sud et la formation des États confédérés d'Amérique, bientôt rejoints par d’autres États malgré des tentatives de compromis et de réconciliation de la part de l'Union.
L'attaque de fort Sumter le 12 avril 1861 par les troupes confédérées pousse la majeure partie du Nord à se regrouper derrière l'étendard national, et Lincoln à concentrer sa politique et son action sur l'effort de guerre. Son but est alors de réunir la nation. Tandis que le Sud entre en état d'insurrection, Lincoln exerce son droit de suspendre l'habeas corpus, ce qui permet l'arrestation et la détention sans procès de milliers de suspects de sympathies sécessionnistes. Pendant la guerre, son combat pour l'abolition de l’esclavage apparaît notamment à travers la Proclamation d'émancipation, en vigueur le 1er janvier 1863, dans laquelle il encourage les États intermédiaires à abolir progressivement l’esclavage. Cette proclamation est également la première étape d'un processus qui, à terme, conduit à la ratification du XIIIe amendement de la Constitution par le Congrès, donnant la liberté à tous les esclaves du pays en décembre 1865. Lincoln suit de près l'évolution de la guerre et supervise notamment la nomination des généraux, dont celle d'Ulysses S. Grant. Dans son cabinet, il réunit les différents dirigeants de son parti et les oblige à coopérer, avec le soutien des Démocrates de guerre.
Sous son commandement, l'Union met en place un blocus naval pour paralyser les échanges commerciaux du Sud, prend le contrôle des États frontaliers au début de la guerre, gagne celui des réseaux de communication fluviaux du Sud et essaie sans relâche de s'emparer de la capitale confédérée, Richmond en Virginie, jusqu’aux succès de Grant en 1865. Une succession de batailles victorieuses, ainsi que des tentatives d’entente avec les démocrates lui assurent sa réélection en 1864. Après la défaite des États confédérés, Lincoln se veut conciliant avec le Sud lors de son discours d’investiture de second mandat, et appelle à l’apaisement. Mais son programme de reconstruction ne voit pas le jour, en raison de son assassinat le 14 avril 1865 par John Wilkes Booth, partisan confédéré. Le meurtre de Lincoln est le premier assassinat d'un président des États-Unis et plonge le pays dans le deuil. Lincoln est considéré, tant par les historiens que par le public, comme un des plus grands présidents des États-Unis.

## Origines et jeunesse

### Origines familiales

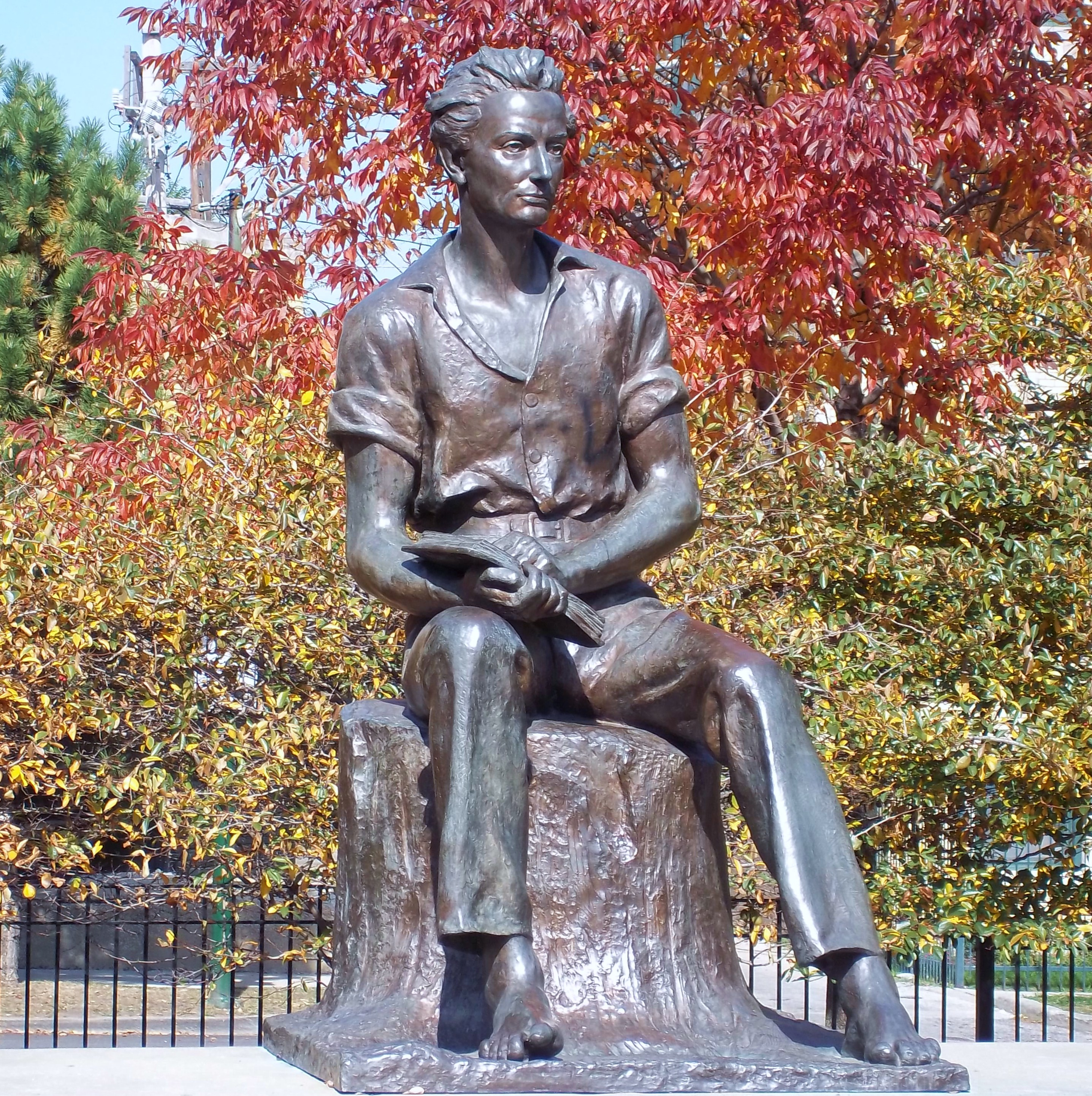
Jeune Lincoln par Charles Keck à Senn Park, Chicago

Sa mère, Nancy Hanks, est née en Virginie de Lucy Hanks et de père inconnu. Illettrée, elle est élevée par des parents et des tuteurs jusqu'à son mariage. Elle inculque la religion chrétienne à ses enfants en leur citant des passages de la Bible.
Son père, Thomas Lincoln, descend d'une longue lignée de Lincoln, dont le premier avait émigré d'Angleterre dans le Massachusetts en 1637. De là, les générations ont voyagé en Pennsylvanie, en Virginie puis dans le Kentucky. Le père de Thomas, nommé aussi Abraham, a été tué par des Amérindiens en 1786. Simple charpentier illettré au départ, Thomas est devenu un des fermiers les plus riches du comté.
Le couple se marie en 1806. De cette union naîtront trois enfants. Le premier est Sarah, née en 1807, et le second, Abraham ; le troisième, Thomas, décédé en bas âge, est enterré dans une petite tombe en vue de la cabane familiale. Leur propriété de trois cent quarante huit acres (cent quarante hectares) se trouve sur les rives de la Nolin Creek dans la partie sud-est du comté de Hardin (Kentucky), près de Hodgenville.

### Enfance
Abraham Lincoln naît dans le comté de Hardin, sur « La Frontière » le 12 février 1809 dans la cabane en rondins de ses parents, un couple de fermiers sans fortune. Il est prénommé Abraham, sans deuxième prénom, en souvenir de son grand-père paternel. Le mythe a quelque peu exagéré la pauvreté de ses parents à sa naissance. Abraham fréquente l'école de Cumberland Road avec sa sœur.

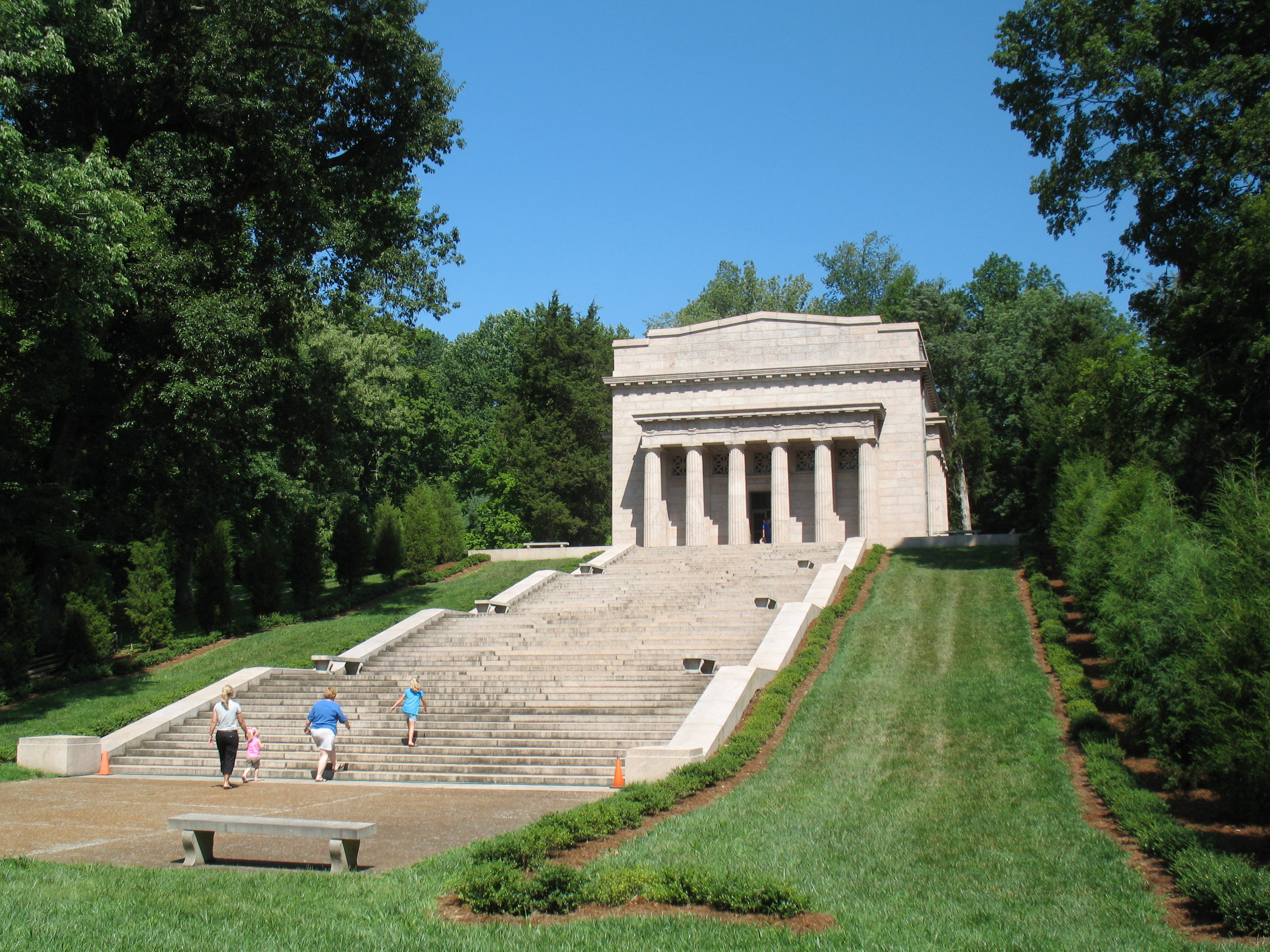
Le mémorial érigé dans l'Abraham Lincoln Birthplace National Historical Park, à l'emplacement de la cabane où naquit Lincoln.

À l'automne 1816, Thomas Lincoln décide d’emmener sa famille dans le sud-ouest de l’Indiana, notamment à cause de démêlés judiciaires concernant une erreur dans les titres de propriété des terres du Kentucky qu'il a toutes perdues. Il occupe des terres publiques situées dans l'agglomération de Little Pigeon Creek, au fond des bois. La famille vit provisoirement dans une ferme à demi construite à laquelle manque une façade. Après avoir construit un habitat plus acceptable, il achète le terrain et le cultive. Abraham participe au travail des champs et à l’élevage mais répugne à la chasse et à la pêche. Issu d'une famille esclavagiste, Thomas Lincoln partage originairement les préjugés raciaux de sa famille, avant de rejoindre cette même année de 1816 une Église séparatiste qui combat l'alcoolisme et l'esclavagisme.
En 1818, alors qu’Abraham n'a que neuf ans, sa mère meurt de la « maladie du lait », provoquée par l'ingestion de lait d'animaux ayant mangé de l'eupatoire rugueuse. Quand elle décède, Nancy Lincoln a 34 ans. Dans l’année qui suit, Thomas Lincoln épouse Sarah « Sally » Bush Johnston, une veuve qu'il connaît depuis plusieurs années, de dix ans sa cadette et ayant deux filles et un fils. Elle s’occupe du logis et traite Abraham à égalité avec ses propres enfants. Abraham et Sarah deviennent si proches que plus tard, il se souvient d’elle comme son « angel mother ».
De onze à quinze ans, Abraham fréquente l'école de façon irrégulière, entre les récoltes d'hiver et les labours de printemps. Il s'intéresse néanmoins à la poésie, écrit des vers et des lettres pour ses parents, et développe rapidement un appétit certain pour la lecture, passion encouragée par sa belle-mère Sarah mais incomprise par son père. Malgré cela, Lincoln n'aurait pu lire effectivement que quelques livres, dont il a toutefois su garder souvenir. Au fil de ses lectures, il découvre la Bible, l’histoire de l’Angleterre et des États-Unis. Parmi les livres qu’il aurait lus, on trouve Robinson Crusoé de Daniel Defoe ou encore les Fables d’Ésope. Son voisinage rapporte plus tard qu’il était prêt à parcourir des miles pour aller emprunter un livre.

### Premiers emplois

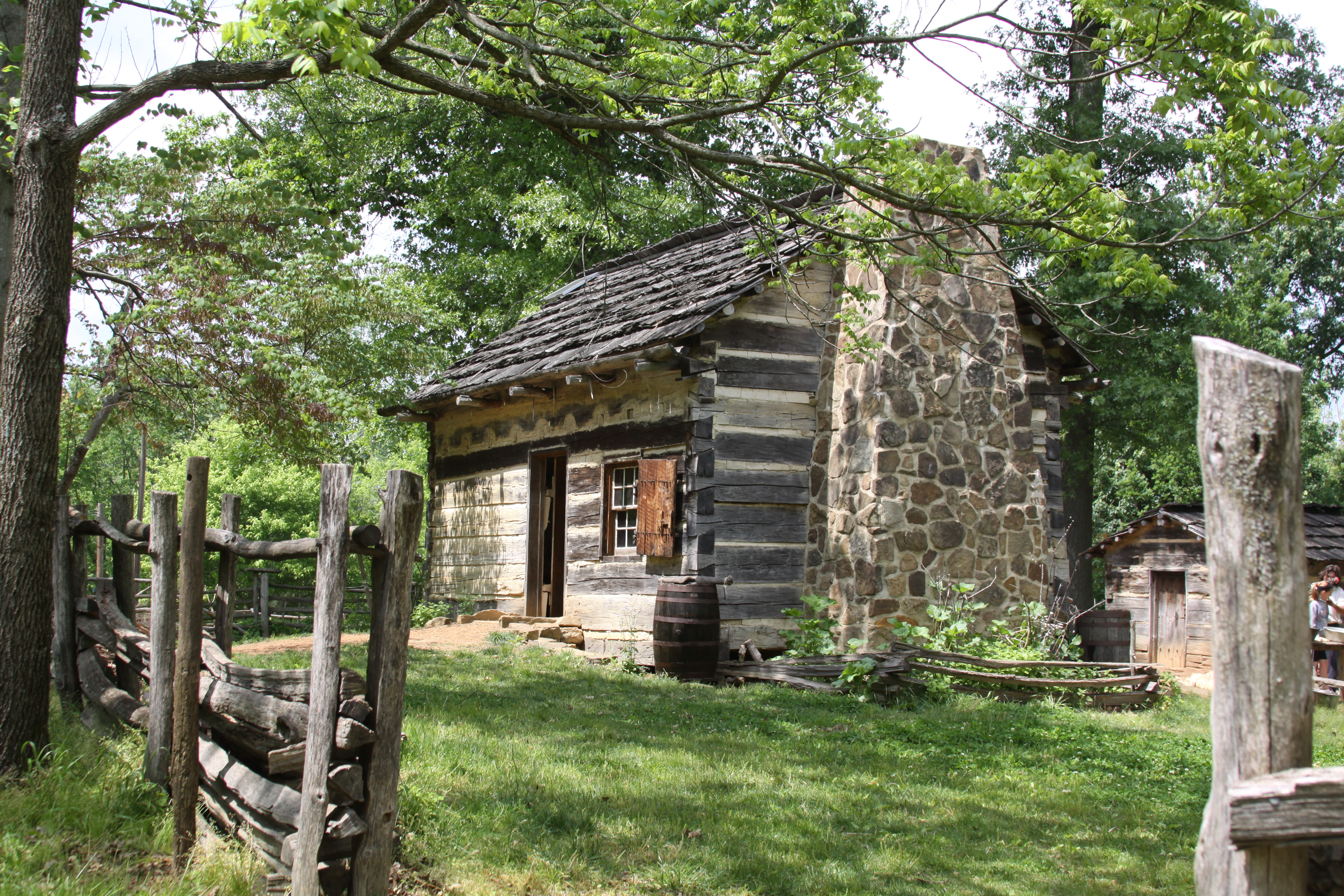
Le site de la ferme où Lincoln a grandi dans Spencer County, Indiana.

À dix-sept ans, Abraham quitte quelque temps la maison familiale pour travailler sur un ferry à la jonction d'Anderson et de l'Ohio.
À dix-neuf ans, il perd sa sœur Sarah, morte en donnant naissance à son premier enfant. En avril 1828, il signe un contrat avec James Gentry, un colon voisin, aux termes duquel il doit acheminer un bateau de produits agricoles jusqu'à La Nouvelle-Orléans. Le périple dure trois mois, au cours duquel il descend avec un des fils Gentry l'Ohio puis le Mississippi, où ils doivent affronter des courants violents et une attaque de leur cargaison. De retour en Indiana, Abraham donne à son père les 25 dollars que ce contrat lui a rapportés.
En mars 1830, alors qu’Abraham a 21 ans, Thomas Lincoln décide de rejoindre les terres fertiles de l’Illinois, sur le bord de la rivière Sangamon. Son fils l'aide à défricher ses nouvelles terres. L'hiver suivant est rude et la famille reste bloquée plusieurs mois par la neige et la glace.
En mars 1831, Abraham projette de gagner de l'argent en proposant à un spéculateur nommé Denton Offutt de convoyer un chaland de marchandises jusqu'à La Nouvelle-Orléans. Il s'avère que ledit Offutt ne possède pas de péniche. Abraham, son cousin John Hanks et John Johnston (le fils de Sarah Lincoln) en construisent une eux-mêmes au bord de la Sangamon. Lincoln devient ainsi matelot et fait un voyage sur le Mississippi jusqu’à La Nouvelle-Orléans. Sur le retour, il s’installe dans le village de New Salem (en), sur la rivière Sangamon. Il y devient magasinier, postier, surveillant. En 1832, il s’enrôle dans la milice locale pour combattre les Indiens de Black Hawk et est élu capitaine de sa compagnie. Il déclarera plus tard n’avoir jamais vu de guerriers indiens, mais avoir participé à des disputes virulentes entre miliciens.
Aspirant à une vie publique, il se présente aux élections pour siéger à l’assemblée de l’État comme représentant du Parti whig, mais est défait la première fois avant d’être élu puis plusieurs fois réélu. Hésitant, il préfère finalement devenir avocat plutôt que forgeron pour gagner sa vie. Après avoir déjà étudié les mathématiques et la grammaire, il commence donc à étudier le droit. En 1836, il réussit l'examen du barreau (en).

## Carrière de député

### Un juriste qui s'engage en politique
Juriste de province autodidacte, Lincoln part s'installer en 1837 à Springfield et commence à exercer son métier. Il contracte la syphilis en 1836.
Il est réélu quatre fois comme représentant à la chambre de l'Illinois. Il aspire ensuite à devenir représentant de l'Illinois à la Chambre des représentants des États-Unis à Washington, D.C.

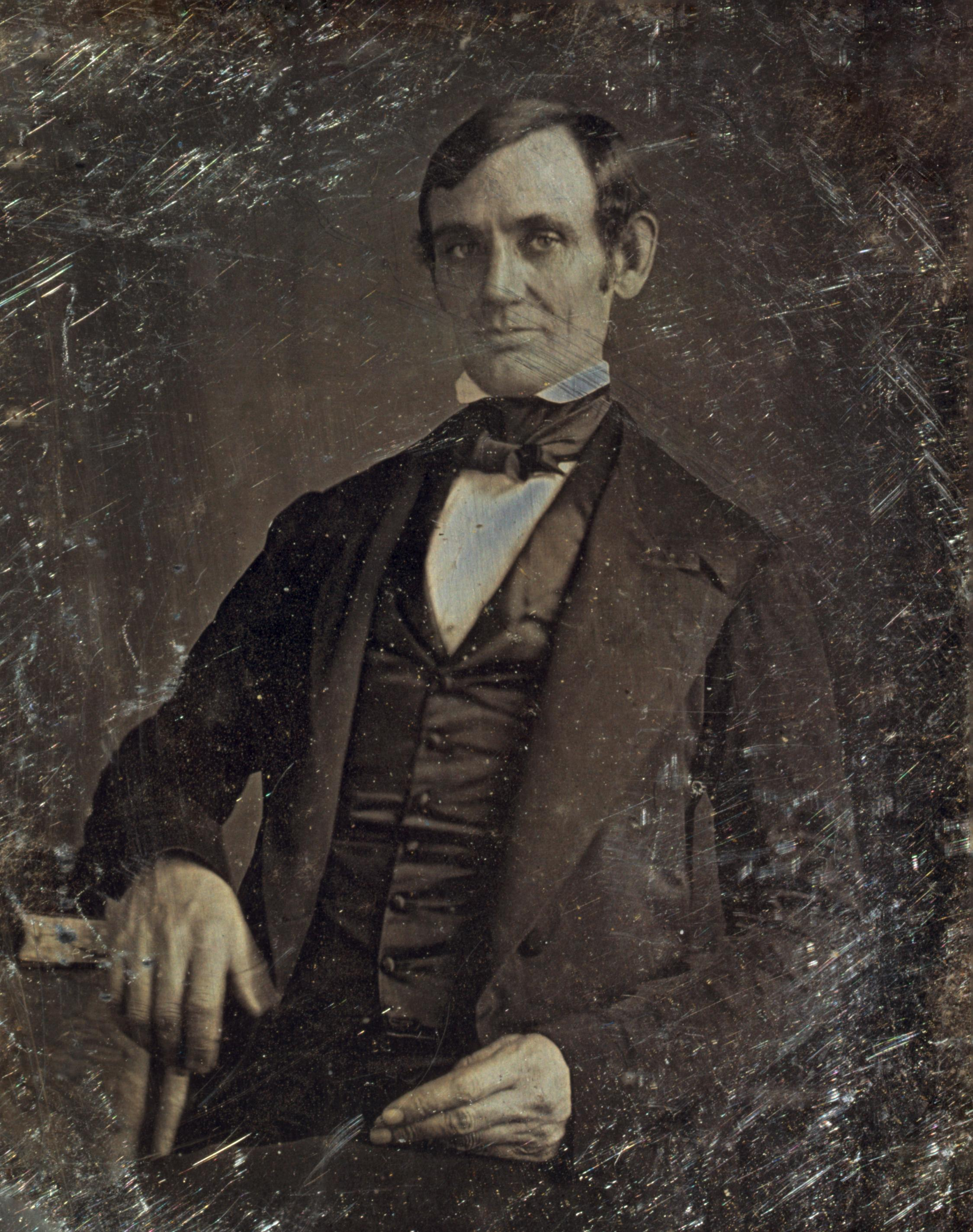
Abraham Lincoln en 1846.

Il est élu en 1846 et siège à partir de la fin 1847. À Washington, il s'oppose à la guerre contre le Mexique, qu'il juge inconstitutionnelle et injuste. Malgré cette opinion, il vote plusieurs fois l’envoi de troupes supplémentaires. Ses opinions sont jugées anti-patriotiques et suscitent le mécontentement parmi les électeurs de l'Illinois, si bien que Lincoln ne sollicite pas le renouvellement de son mandat. Au cours de la guerre, son futur adversaire s'illustre au contraire par une attitude inverse.
De retour à Springfield, il se concentre sur son métier de lawyer (juriste dont une des facettes du métier est trial lawyer, avocat) et devient célèbre, se constituant une importante clientèle à Chicago. Il défend notamment l’Illinois Central Railroad pour qu’elle obtienne une charte de l’État. Il lutte contre le comté de McLean, qui souhaite instaurer une taxe sur les activités de cette compagnie. Il reçoit 5 000 dollars à cette occasion, mais doit se retourner contre la compagnie pour les obtenir. Parmi les affaires qu’il traite, on trouve aussi des affaires criminelles. Défendant Duff Armstrong (en), accusé de meurtre, il doit s'opposer à un témoin prétendant avoir vu son client parmi les meurtriers grâce à la lumière de la lune. Sur la base d’un seul almanach, Lincoln soutient que la lune n’a pu permettre au témoin de voir la scène et obtient l’acquittement. Lincoln s'illustre également dans le procès des frères Snow.
Cette carrière d’homme de loi exemplaire contribue à donner à Lincoln une réputation d’homme brillant, éloquent et honnête.

### Au Congrès

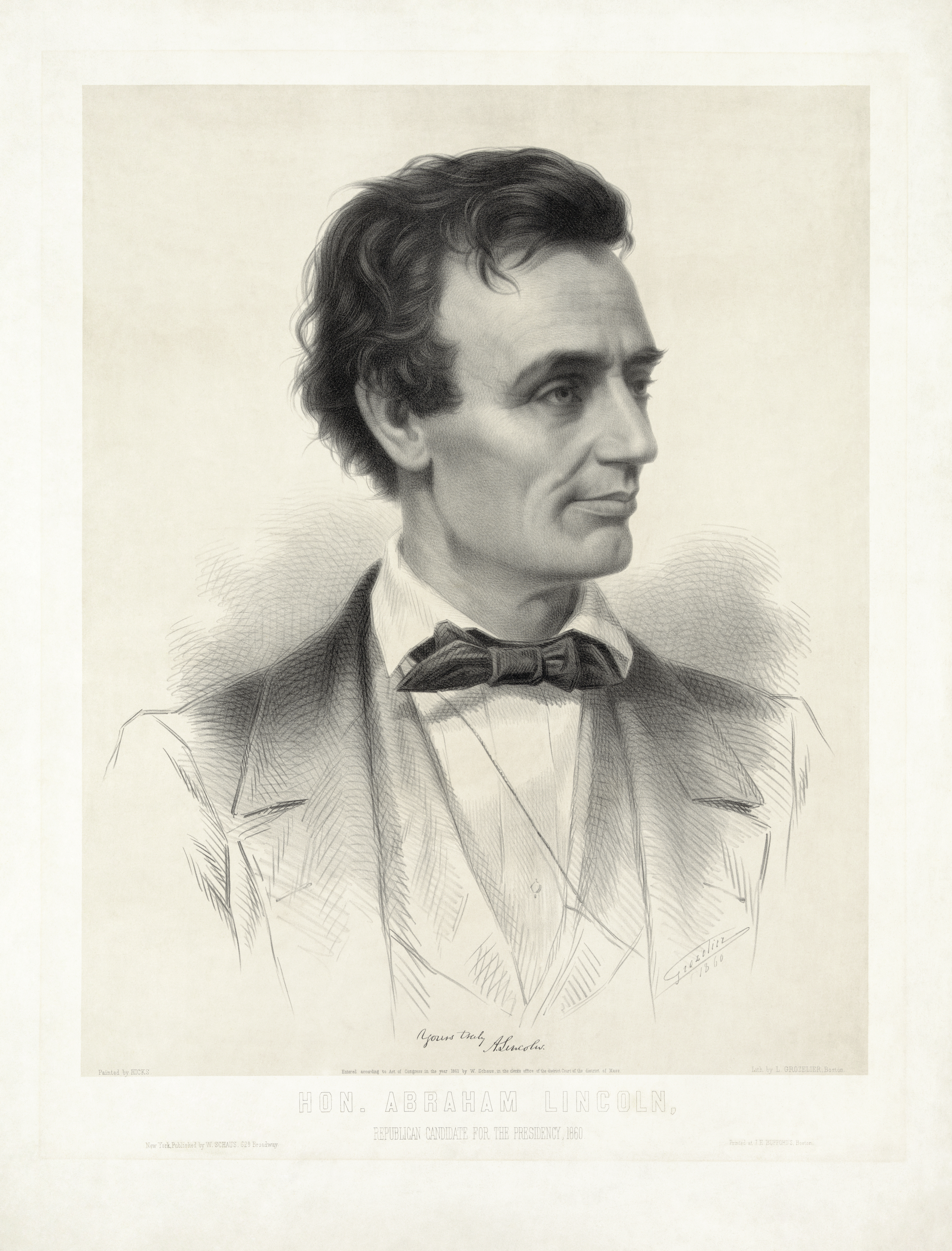
Abraham Lincoln en 1860.

Abraham Lincoln est élu au Congrès des États-Unis tout en exerçant la profession d’avocat. Dès cette période, ses positions anti-esclavagistes sont apparentes mais il n'est pas en faveur du droit de vote pour la population noire. Il se fait connaître en tant que défenseur des compagnies de chemin de fer, mais aussi par ses discours contre l’admission de nouveaux États esclavagistes dans l’Union en particulier lorsqu’il se présente aux élections sénatoriales de 1858. La loi Kansas-Nebraska de 1854, qui abroge les limites de la diffusion de l'esclavage (Compromis du Missouri), remet Lincoln sur le devant de la scène politique. Le sénateur démocrate Stephen A. Douglas propose un référendum sur la question de l'esclavage dans les territoires en question. En 1858, Lincoln prononce un discours qui met en évidence le danger de désunion du pays sur le problème de l'esclavage. Étant candidat aux élections sénatoriales de 1858 dans l'Illinois face à Stephen A. Douglas, il affronte ce dernier dans une série de débats ; il y défend l'idée que l'esclavage est contraire aux droits de l'homme et qu'à ce titre, cette question ne peut faire l'objet d'un vote démocratique. Bien qu'il perde l'élection, il acquiert avec cet épisode une notoriété nationale qui lui permet de se présenter à l'élection présidentielle de 1860 malgré une expérience de seulement deux ans à la Chambre des représentants (1847-1849). En 1860, son futur conseiller, Henry Charles Carey, influença la vision protectionniste des républicains.

### Campagne présidentielle de 1860

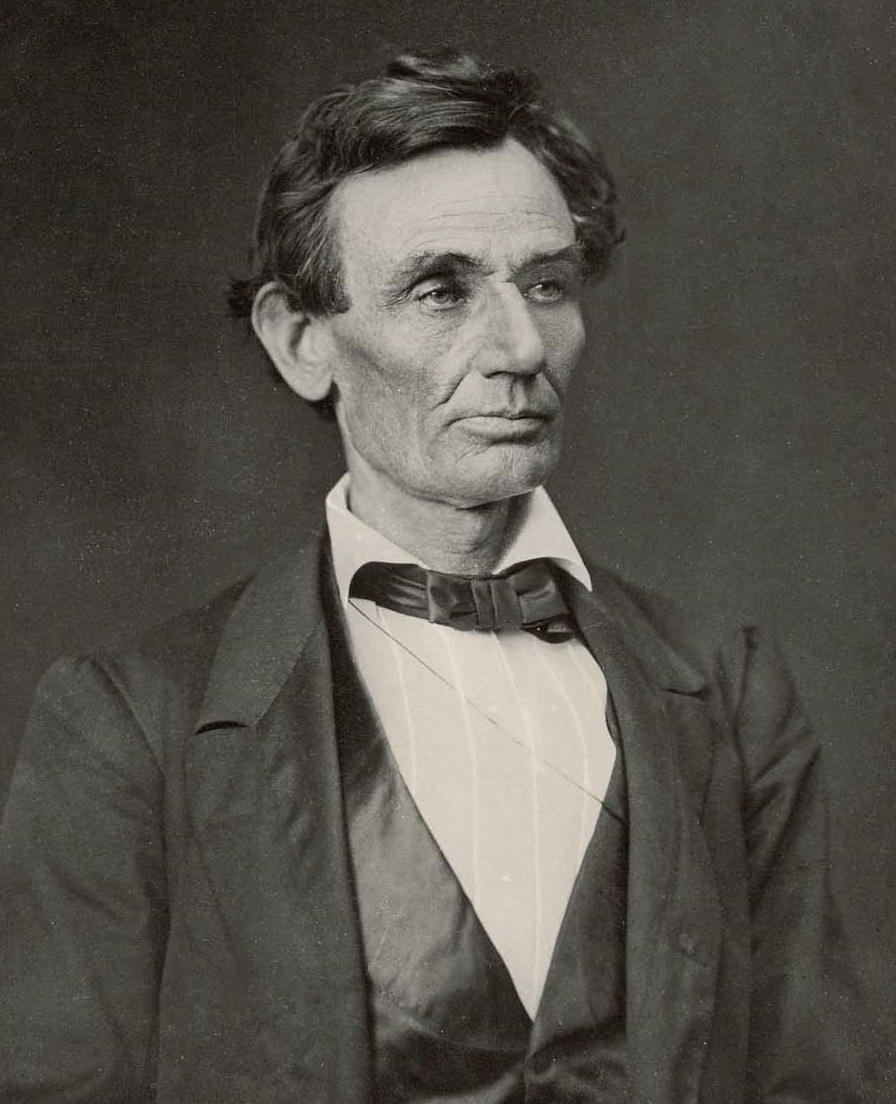
Abraham Lincoln en 1860.

Lincoln, choisi par les républicains pour l'élection présidentielle de 1860, est élu le 6 novembre 1860, devenant le 16e président des États-Unis avec 39,9 % des voix, grâce aux divisions au sein du Parti démocrate. Il écarte ainsi les autres candidats, Stephen A. Douglas (29,5 %), John Cabell Breckinridge (18,1 %) et John C. Bell (12,5 %).
Peu après l’élection, alors que le nouveau président n’est pas encore investi, sept États font sécession : la Caroline du Sud, le Mississippi, la Floride, l’Alabama, la Géorgie, la Louisiane et le Texas. Les six derniers décideront le 4 février 1861 de former les États confédérés d'Amérique, que Lincoln refusa de reconnaître. Les États du Delaware, Maryland, Virginie, Caroline du Nord, Tennessee, Kentucky, Missouri et Arkansas décident de rester dans l'Union mais avertissent Lincoln qu'ils n'accepteront pas le passage des troupes sur leur territoire.
Nonobstant les nombreuses menaces de mort qu'il reçut, un complot d'extrémistes sécessionnistes pour assassiner le nouveau président avant son investiture fut déjoué dans la matinée du 23 février 1861 à Baltimore. Dès mars 1861, il affirma que l'Union ne pouvait être brisée.
Sa désapprobation personnelle de l'esclavage ne signifiait pas qu'il avait l'intention de l'interdire : « Je n'ai pas l'intention, insistait-il dans un débat en 1858, d'interférer avec les institutions de l'esclavage dans les États où il existe. »Il répéta la même chose lors de sa campagne électorale de 1860.

## Présidence

### Premier mandat (1861-1865)

#### 1861
4 mars : investiture d’Abraham Lincoln en tant que seizième président des États-Unis.
12 avril : début de la guerre de Sécession avec la bataille de Fort Sumter en Caroline du Sud, par les forces confédérées. Trois jours plus tard, Lincoln déclare l’état d’insurrection et prévoit la levée d’une armée de 75 000 volontaires. Les États de Virginie, Caroline du Nord, Tennessee et Arkansas font sécession.

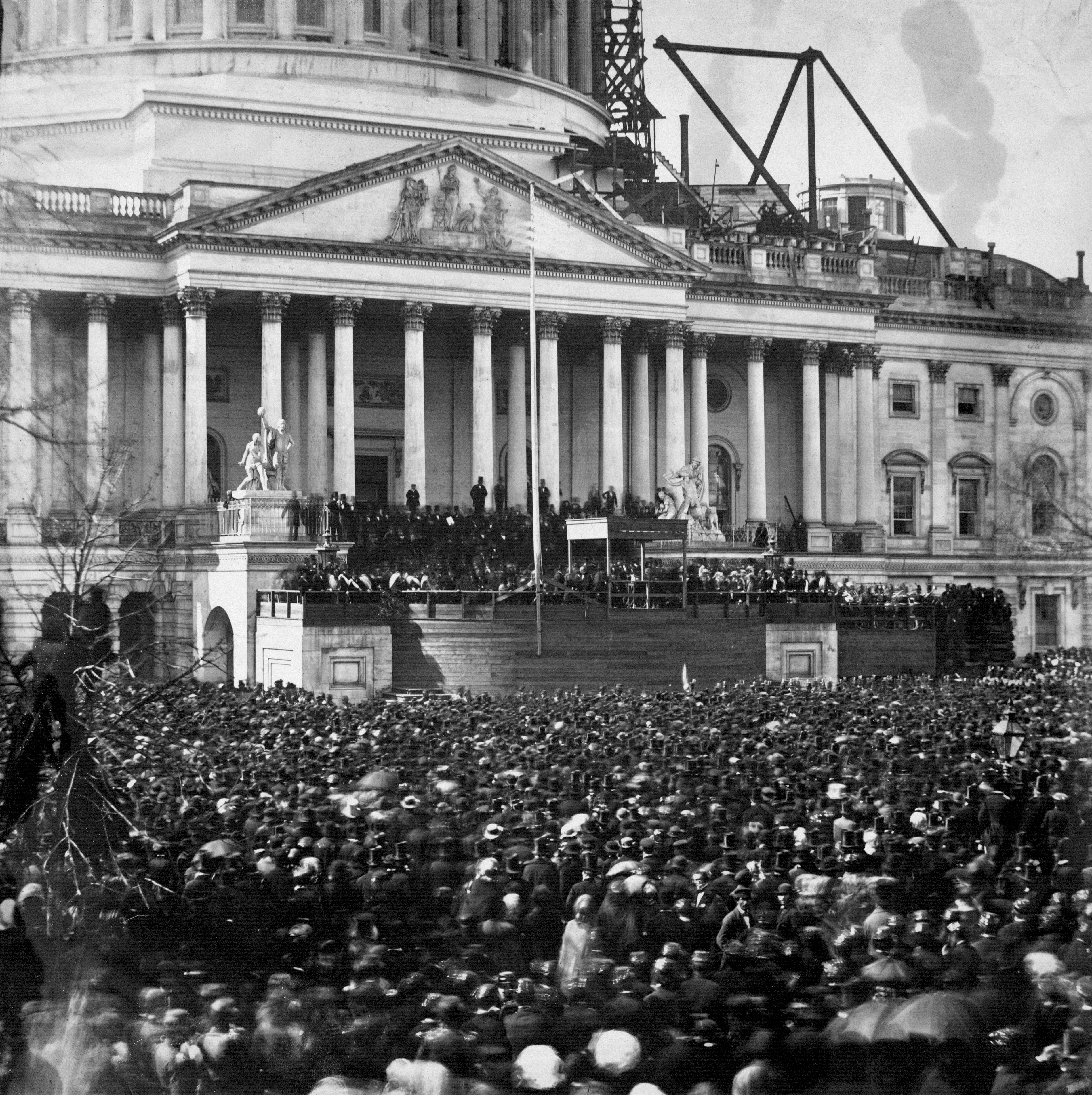
Investiture d'Abraham Lincoln.

Fin avril : Abraham Lincoln ordonne le blocus des ports des États confédérés et interdit le commerce avec eux.
Le 1er novembre 1861, surestimant les capacités du général George McClellan, il lui confie les fonctions de général en chef de toutes les armées de l'Union.

#### 1862

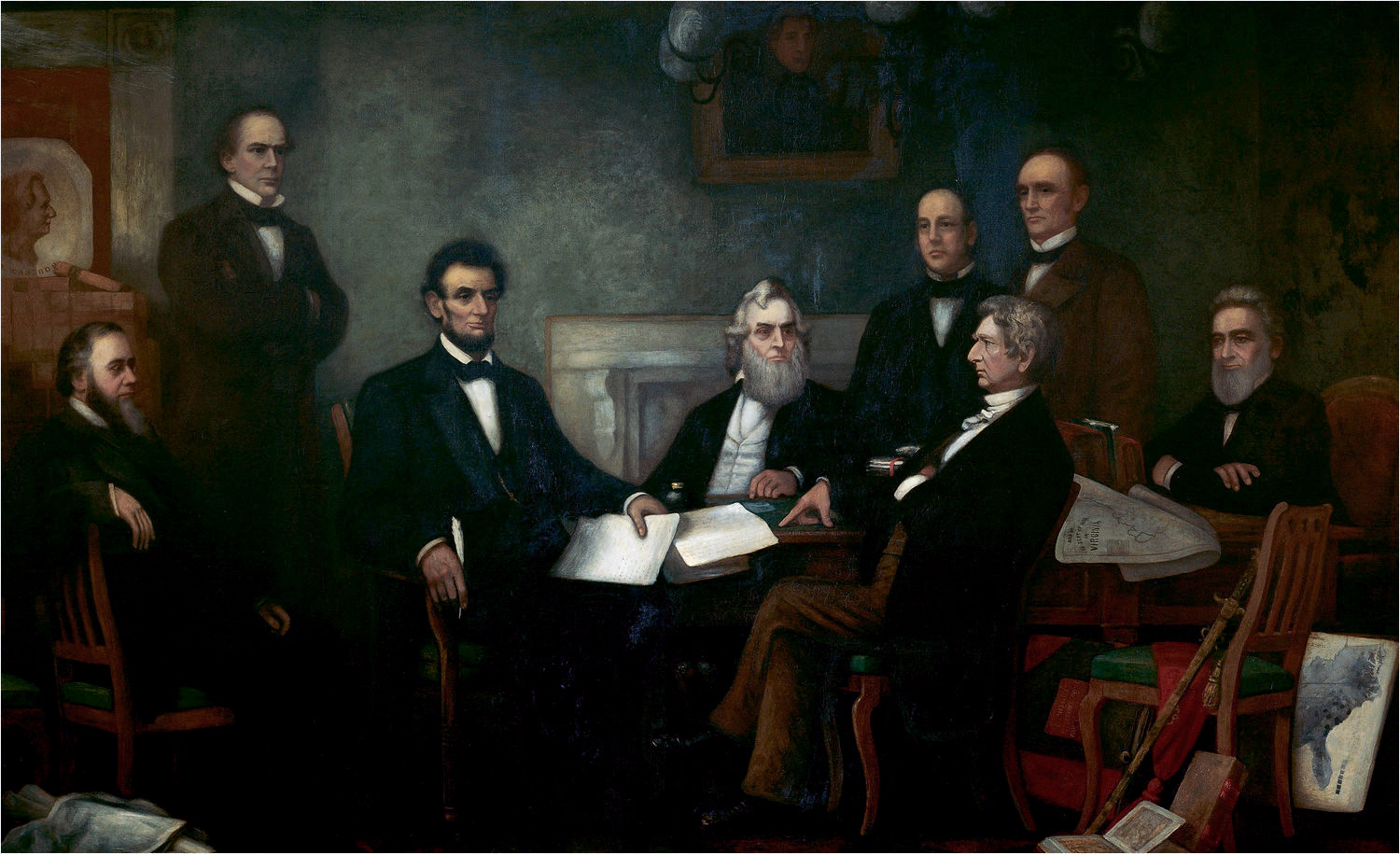
Francis Bicknell Carpenter : Proclamation d'émancipation des esclaves, 22 juillet 1862 (huile sur toile, 1864).

27 janvier : Lincoln signe l’ordre de début des opérations militaires contre les États confédérés.
31 janvier : Pacific Railroad Acts. Construction d’une ligne de chemin de fer transcontinental à travers les États-Unis.
20 mai : la loi du Homestead Act est signée par Abraham Lincoln. Elle permet à chaque famille pouvant justifier qu'elle occupe un terrain depuis 5 ans d'en revendiquer la propriété privée, et ce dans la limite de 160 acres (soit 65 hectares). Si la famille y vit depuis au moins 6 mois, elle peut aussi sans attendre acheter le terrain à un prix relativement faible de 1,25 dollar par acre (soit 308 dollars pour 1 km2). Cette loi a joué un rôle éminent dans la conquête de l'Ouest américain.
19 juin : il commence à rédiger la proclamation d’émancipation des esclaves.
1er juillet : il institue l’impôt sur le revenu pour financer la guerre de Sécession.
2 juillet : Morrill Land-Grant Colleges Act.
22 septembre : il annonce qu’il publiera sa proclamation d’émancipation des esclaves dans les États en sécession. Elle sera à l’origine de deux amendements à la Constitution, le premier abolissant l’esclavage, le second garantissant les droits civils.

#### 1863
1er janvier : les esclaves sont émancipés.
20 juin : Lincoln incorpore l'Ouest de la Virginie dans l’Union, la Virginie-Occidentale devient donc le 35e État.
3 juillet : victoire nordiste de Gettysburg, en Pennsylvanie.
3 octobre : Lincoln institue la fête nationale de l'Action de Grâce au dernier jeudi de novembre.
19 novembre : Lincoln fait un discours pour l’inauguration du cimetière national situé sur le champ de bataille de Gettysburg.
8 décembre : Lincoln annonce son programme pour la reconstruction des États du Sud et fait une offre d’amnistie aux déserteurs de l’armée confédérée.

#### 1864

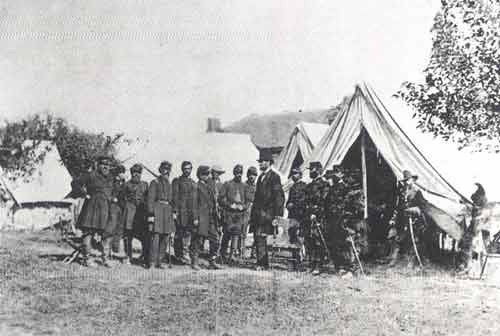
Le 3 octobre 1862, Abraham Lincoln vient rendre visite au général McClellan à son quartier général d'Antietam, après la rude bataille que celui-ci a menée contre les confédérés le 17 septembre.

12 mars : Lincoln nomme le général Ulysses S. Grant en tant que commandant en chef des armées de l’Union.
7 juin : la convention nationale du parti républicain désigne Lincoln comme son candidat pour les prochaines élections.
18 juillet : Lincoln ordonne le recrutement de 500 000 volontaires dans l’armée.
8 novembre : Lincoln est réélu pour un second mandat avec  56 % du vote populaire.

#### 1865
3 février : Lincoln tente une dernière fois de terminer la guerre de Sécession par la négociation. Il exige la reddition des forces confédérées et le retour des États dans l’Union. Ces derniers veulent leur indépendance et la réunion se termine par un échec.

### Campagne présidentielle de 1864
Alors que la guerre suivait son cours, Lincoln dut se préparer à sa réélection pour l'élection présidentielle de 1864. Lincoln, fin politicien, rassembla autour de lui les principales factions du Parti républicain ainsi que certains démocrates comme Edwin Stanton et Andrew Johnson,. Il passait plusieurs heures par semaine à s'entretenir avec des hommes politiques de tout le pays et usa de ses relations aussi bien pour maintenir unies les différentes factions du parti que pour se doter d'une assise solide favorable à sa politique et contrer les efforts des radicaux qui souhaitaient le retirer du ticket présidentiel,. Lors de sa convention de 1864, le Parti républicain désigna comme colistier de Lincoln le sénateur Andrew Johnson, un démocrate du Sud originaire du Tennessee. Afin d'élargir sa coalition non seulement aux républicains mais aussi aux démocrates favorables à la poursuite de la guerre, Lincoln décida de se présenter sous la bannière du Parti de l'union nouvellement créé. Les offensives menées par le général Grant au printemps 1864, en dépit d'affrontements particulièrement sanglants, s'étaient achevées sur une impasse ; l'absence de réussite sur le plan militaire affecta fortement les chances du président de pouvoir être réélu et de nombreux républicains craignirent que Lincoln soit battu à l'élection. Lincoln lui-même partageait cette crainte et signa un document dans lequel il s'engageait, en cas de défaite, à battre la Confédération avant de quitter définitivement la Maison-Blanche : « ce matin, comme depuis quelques jours, il semble excessivement probable que cette administration ne soit pas réélue. Il sera alors de mon devoir de coopérer avec le président-élu afin de préserver l'Union entre l'élection et la cérémonie d'investiture et de faire en sorte qu'il puisse assurer son élection sur des fondements dont il ne pourra faire l'économie après ».

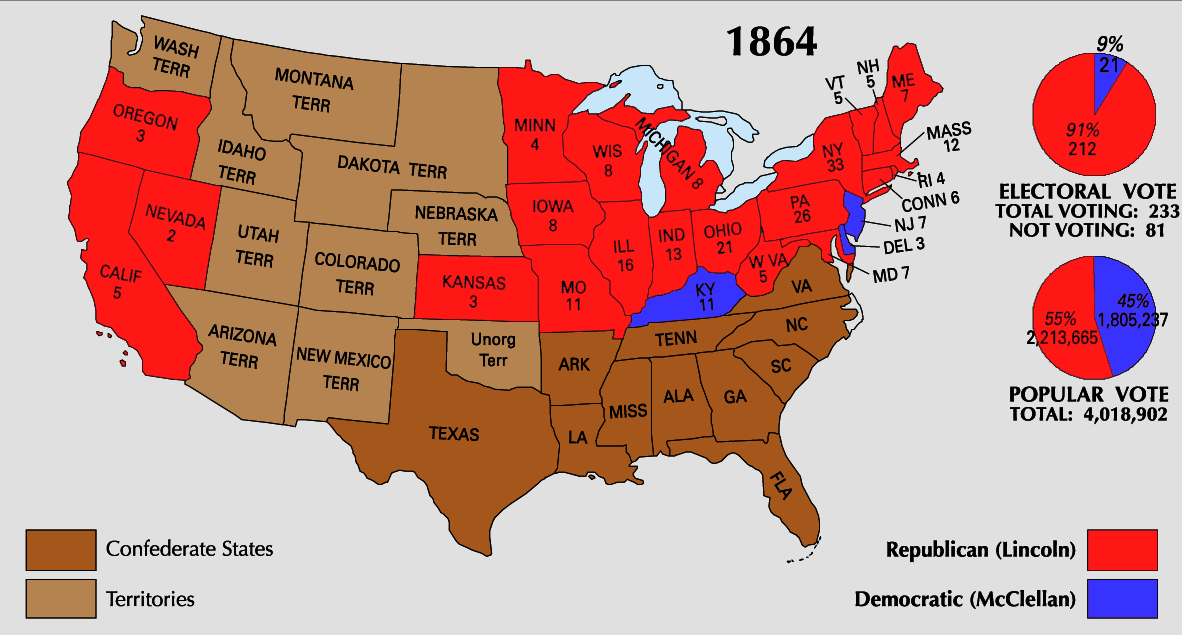
L'élection de 1864 se solda par une nette victoire de Lincoln sur son adversaire démocrate : les États du Sud (en brun) et les territoires (en brun clair) n'étaient pas inclus dans le processus électoral.

Alors que le programme électoral des démocrates réaffirmait la volonté du parti de conclure la paix avec les confédérés et considérait la guerre comme un « échec », leur candidat, le général George McClellan, était partisan de l'effort de guerre et rejeta en grande partie les idées défendues par son camp politique. De son côté, Lincoln fournit à Grant des troupes supplémentaires et mobilisa son parti afin de renouveler son soutien à son général en chef. La prise d'Atlanta par Sherman au mois de septembre et la victoire du contre-amiral David Farragut lors de la bataille de Mobile Bay coupèrent court aux attitudes défaitistes et entraînèrent une crise profonde au sein du Parti démocrate, certains de ses leaders politiques et la plupart des soldats se déclarant ouvertement pour Lincoln. À l'inverse, le Parti de l'Union nationale fut redynamisé et Lincoln fit de l'émancipation un thème central de sa campagne tandis que les républicains s'employèrent à démontrer à l'échelle locale la perfidie des copperheads. Le 8 novembre, Lincoln remporta une victoire écrasante contre son adversaire démocrate, remportant tous les États sauf trois et recueillant  78 % des suffrages des soldats de l'Union,.

### Second mandat (1865)

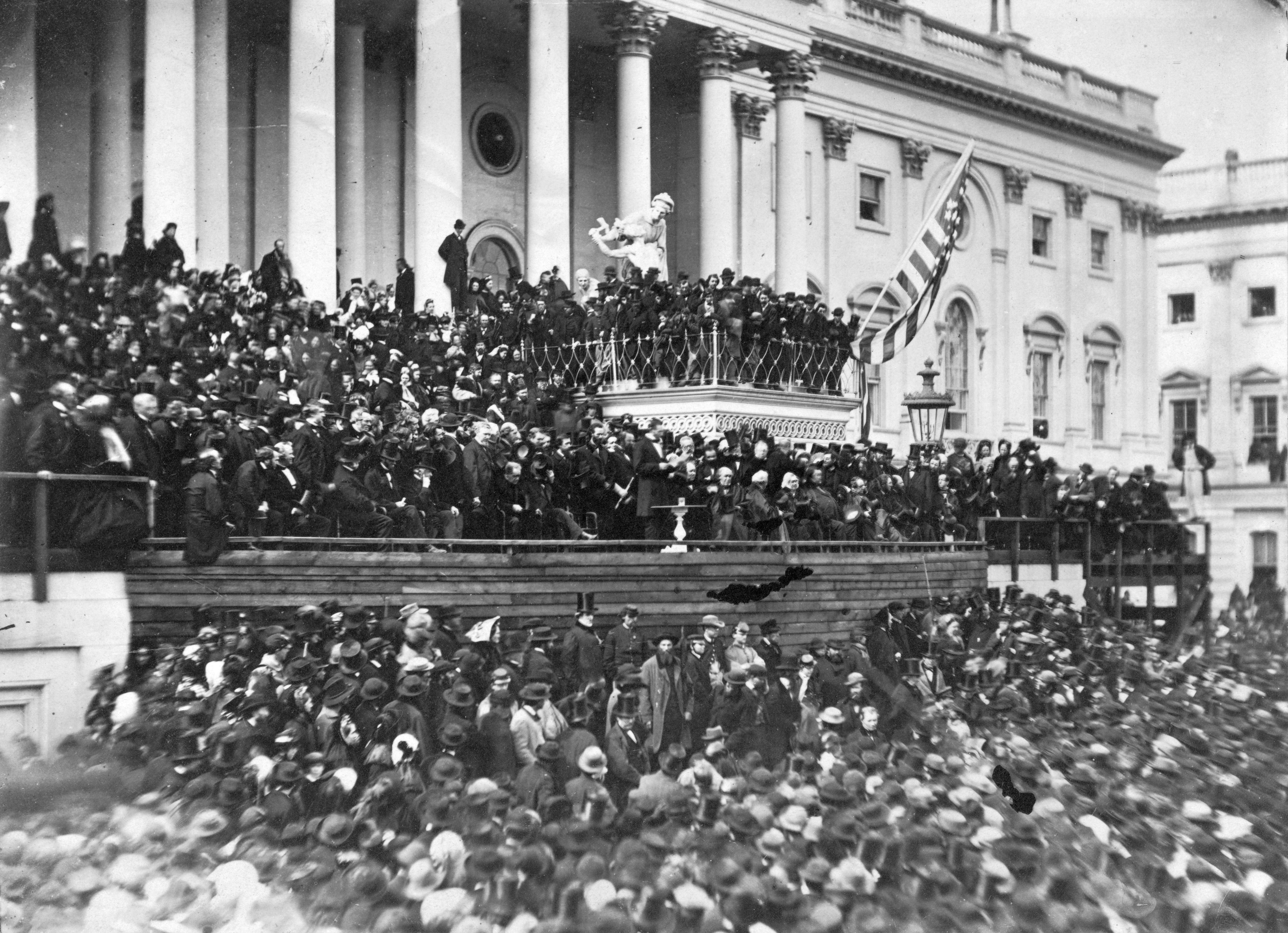
Seconde investiture d'Abraham Lincoln.

Le 4 mars 1865, Abraham Lincoln est investi pour un deuxième mandat. Républicain, il avait choisi en 1864 pour vice-président le démocrate Andrew Johnson,.
9 avril : capitulation des Confédérés mettant fin à la guerre de Sécession.
15 avril : assassinat du Président Lincoln à Washington.
23 juin : ultime reddition du général confédéré Stand Watie, chef cherokee.
6 décembre : adoption du Treizième amendement de la Constitution des États-Unis abolissant l'esclavage.

### Politique étrangère
Vu sous l’angle de la politique étrangère le problème de la sécession des États du Sud se résume à la reconnaissance de la Confédération des États d’Amérique par les autres pays et les États européens en particulier. En fait ces derniers étaient surtout intéressés par la poursuite des relations commerciales et ont évité de soutenir la Confédération au risque de voir s’établir des relations privilégiées entre l’Union et leurs compétiteurs.
Toutefois, selon André Kaspi, spécialiste de l'histoire américaine : « Lincoln avait dans son cabinet des gens hostiles à la proclamation de l'émancipation en 1862. Il est passé outre car il pensait que c'était indispensable, essentiellement pour des raisons diplomatiques. La Grande-Bretagne [où l'esclavage a été aboli en 1838] soutenait les abolitionnistes et la France [esclavage aboli en 1848, sauf en Algérie] était plutôt du côté des esclavagistes ».

### Politique intérieure

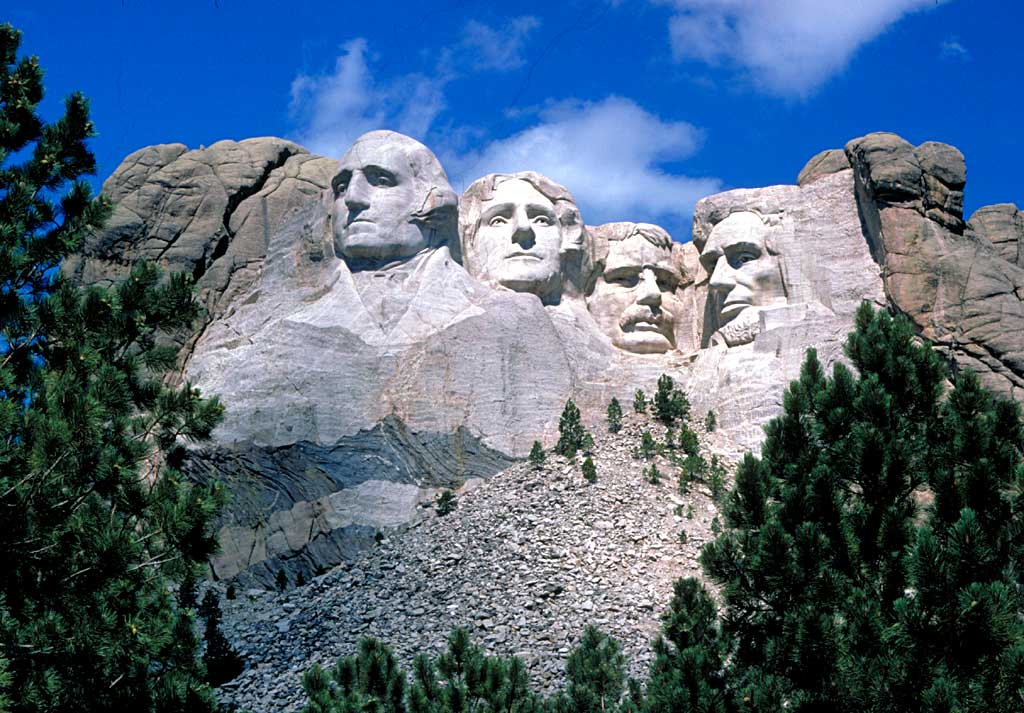
Le mont Rushmore : Lincoln est à droite.

Dès son élection, A. Lincoln est confronté au problème de la sécession des États sudistes. En fait, cette sécession ainsi que la création de la Confédération par plusieurs États du Sud n’est pas reconnue par les États de l’Union d'où le terme « guerre civile (Civil War) » employé par les Américains (et non « guerre de Sécession » employé dans les ouvrages francophones). L'objectif de la guerre, toujours dans le même esprit, est de préserver l'Union.
Le maintien de l’Union et la réintégration des États sécessionnistes constituent la première priorité du président. Il dirige directement les opérations des forces armées avant de trouver en la personne du général Ulysses S. Grant un chef en qui il peut avoir confiance. La conduite de la guerre nécessite des hommes et un financement ; Lincoln introduit le service militaire pour pallier le déficit de volontaires et l’impôt sur le revenu. Sa contribution la plus connue restera la Proclamation d'émancipation libérant les esclaves dans les États confédérés qui n'étaient pas sous contrôle de l'Union. La proclamation concernait donc 3 millions d'esclaves dans le Sud, mais n'avait aucun effet sur près d'un million d'esclaves vivant dans les États esclavagistes restés dans l'Union (Delaware, Kentucky, Maryland, Missouri) ou dans le Tennessee occupé par les troupes de l'Union.
Il s'attacha également à la création d'un système de banques nationales (National Banking Acts entre 1863 et 1865).

### Droits civiques
Avant d'être élu président, et pendant sa campagne électorale en particulier, Lincoln avait fait plusieurs déclarations indiquant clairement son opposition à l'esclavage au nom de principes moraux. Il restera dans l’histoire comme l’auteur de la Proclamation d’émancipation des esclaves, mais les historiens rappellent que sa priorité en tant que président ayant juré sur la Constitution était liée à la restauration de l'Union, pas aux droits civiques des esclaves. « Si je pouvais sauver l'Union sans libérer un seul esclave, je le ferais ; si je ne pouvais la sauver qu'en les libérant tous, je le ferais aussi… Cela est ma position officielle et n'a rien à voir avec mes convictions personnelles… J'ai dit assez souvent que, selon moi, tous les hommes, partout, devaient être libres ».
Dans son livre Les Américains, André Kaspi écrit : « Lincoln abolitionniste ? Oui avec modération. Ami des Noirs ? Non. L'Illinois est d'ailleurs un État libre qui refuse que les noirs s'y établissent. Et Lincoln ne cache pas ses sentiments : « Je dirai donc que je ne suis pas et que n'ai jamais été en faveur de l'égalité politique et sociale de la race noire et de la race blanche, que je ne veux pas et que je n'ai jamais voulu que les noirs deviennent jurés ou électeurs ou qu'ils soient autorisés à détenir des charges politiques ou qu'il leur soit permis de se marier avec des blanches. […] Dans la mesure où les deux races ne peuvent vivre ainsi, il doit y avoir, tant qu'elles resteront ensemble, une position inférieure et une position supérieure. Je désire, tout autant qu'un autre, que la race blanche occupe la position supérieure. »,.
Connu comme le grand émancipateur, Lincoln était une figure complexe qui luttait avec ses propres opinions sur la race. Au fil du temps, les générations successives ont interprété différemment les points de vue de Lincoln sur les Afro-Américains : « Appliquer les croyances et les normes du XXe siècle à une Amérique de 1858 et qualifier Abraham Lincoln de « raciste » est une vision erronée qui déforme injustement le vrai rôle de Lincoln dans l'avancement des droits civiques et humains. Pour les standards et les normes de son époque, les opinions de Lincoln sur la race et l'égalité étaient progressistes et ont vraiment changé les esprits, les politiques et, surtout, les cœurs pour les années à venir ».
La principale audience de Lincoln était les électeurs blancs. Ses points de vue sur l'esclavage, l'égalité raciale et la colonisation afro-américaine sont souvent entremêlés. Au cours des débats de 1858 avec Stephen A. Douglas, Lincoln exprima le fait qu'il croyait que les Blancs étaient supérieurs aux Noirs. Il déclara qu'il était contre le métissage et le droit accordé aux Noirs de servir en tant que jurés. Cependant, ses opinions évoluèrent au fil du temps et durant sa présidence, à mesure que la guerre de Sécession progressait, Lincoln préconisa et mit en œuvre des politiques antiracistes, incluant la Proclamation d'émancipation et le suffrage limité pour les Afro-Américains. L'ancien esclave et militant abolitionniste Frederick Douglass considérait sans équivoque Lincoln comme partageant « les préjugés de ses compatriotes blancs contre le Nègre » mais observa aussi qu'« en sa compagnie, il ne me rappela jamais mon humble origine, ou ma couleur impopulaire ». Douglass témoigna du véritable respect de Lincoln envers lui et d'autres Noirs et de la sagesse de son action, en obtenant à la fois la préservation de l'Union (son devoir en tant que Président assermenté) et la libération des esclaves. Dans un discours de 1876, il défendit ainsi les actions de Lincoln :

« Sa grande mission était d'accomplir deux choses : d'abord, sauver son pays du démembrement et de la ruine ; et, deuxièmement, libérer son pays du grand crime de l'esclavage. Pour faire l'un ou l'autre, ou les deux, il doit avoir la sincère sympathie et la puissante coopération de ses fidèles compatriotes. Sans cette condition primordiale et essentielle au succès, ses efforts devaient être vains et absolument infructueux. S'il avait placé l'abolition de l'esclavage avant le salut de l'Union, il aurait inévitablement chassé de lui une classe puissante du peuple américain et rendu impossible la résistance à la rébellion.
Vu de l'authentique sol abolitionniste, M. Lincoln semblait lent, froid, terne et indifférent ; mais en l'évaluant par le sentiment de son pays, sentiment qu'il était tenu de consulter en tant qu'homme d'État, il était prompt, zélé, radical et déterminé…
En le prenant dans son ensemble, en mesurant l'énorme ampleur du travail à accomplir, en considérant les moyens nécessaires à la fin, et en l'examinant de la fin depuis le début, la sagesse infinie a rarement envoyé au monde un homme mieux adapté à sa mission qu'Abraham Lincoln. »

— Frederick Douglass, Oraison en la mémoire d'Abraham Lincoln.
Par le passé, Lincoln a vécu dans un quartier de classe moyenne et racialement mixte à Springfield en Illinois. Un de ses voisins de longue date, Jameson Jenkins (probablement né esclave), était venu de Caroline du Nord et a été publiquement impliqué dans les années 1850 en tant que conducteur de chemin de fer clandestin. En 1861, Lincoln appela Jenkins pour lui faire un tour au dépôt de train, où Lincoln prononça son discours d'adieu avant de quitter Springfield pour la dernière fois.
Durant son second mandat présidentiel, Lincoln prononça un discours le 11 avril 1865 dans lequel il promut le droit de vote pour les Noirs. John Wilkes Booth, un sympathisant confédéré, assista au discours et se décida à assassiner Lincoln . Trois jours plus tard, Lincoln en fut victime et mourut le lendemain des suites de ses blessures.
L'historien Eugene H. Berwanger note : « Pendant sa présidence, Lincoln prit un parcours raisonné qui aida le gouvernement fédéral à la fois à détruire l'esclavage et à faire avancer la cause du suffrage noir. Pour un homme qui avait refusé les deux réformes quatre ans plus tôt, le changement d'attitude de Lincoln fut rapide et décisif. Il était à la fois ouvert d'esprit et perspicace aux besoins de sa nation dans une ère d'après-guerre. Une fois engagé dans un principe, Lincoln s'y dirigea avec un progrès constant et déterminé ».

### Politique financière, économique et sociale
La politique du président Lincoln bénéficie très vite de l'augmentation de la masse monétaire grâce à la découverte du plus grand gisement d'argent-métal de l'histoire après le Potosi bolivien, qui voit se constituer en quelques années les grandes fortunes de l'Ouest américain. Dès 1862, plusieurs centaines de petites compagnies minières se partagent le gisement du Comstock Lode découvert trois ans plus tôt à Virginia City, dans le Nevada, sous les yeux du journaliste Mark Twain, en pleine conquête de l'Ouest. Alors que les États du Sud émettent en Europe un emprunt indexé sur la valeur du coton, profitant du rayonnement de la place financière parisienne, Lincoln préfère développer la finance américaine, lorsqu'il est obligé d'emprunter à tour de bras pour équiper les armées, avec l'aide d'un proche, Jay Cooke (10 août 1821 - 8 février 1905), qui crée une des premières banques d'investissement américaines, Jay Cooke & Co, pour organiser les émissions d'obligation.
Le président Lincoln décide d'opérer très tôt la reconstruction du Sud par des programmes sociaux. En 1862 et 1864, il fait voter deux lois successives pour apporter le soutien de l'État à la construction des premiers chemins de fer transcontinentaux, achevés en 1869 et permettant de donner du travail aux soldats démobilisés. Le gouvernement soutient aussi Associated Press et la Western Union, en leur confiant les commandes aux Journal officiel de Washington, amenant la création par les journaux du MidWest d'une nouvelle Associated Press. Soixante ans plus tard, le président Franklin Delano Roosevelt rappela ce mot d'Abraham Lincoln : « Le plus fort lien de sympathie entre les hommes après les relations de travail devait être celui qui unit les travailleurs de toutes les Nations ».
Il se montre, par ailleurs, favorable à une amplification des mesures protectionnistes.

### Politique partisane
Lincoln est élu à la présidence essentiellement en raison des dissensions au sein du Parti démocrate. Au cours de son mandat, il est critiqué au sein de son propre parti car la guerre est longue et coûteuse et beaucoup d’Américains ne voient pas de raison de se battre pour le droit des Noirs. Il sera malgré tout réélu car l’Union est opportunément victorieuse sur le champ de bataille au moment du vote.

## Vie personnelle

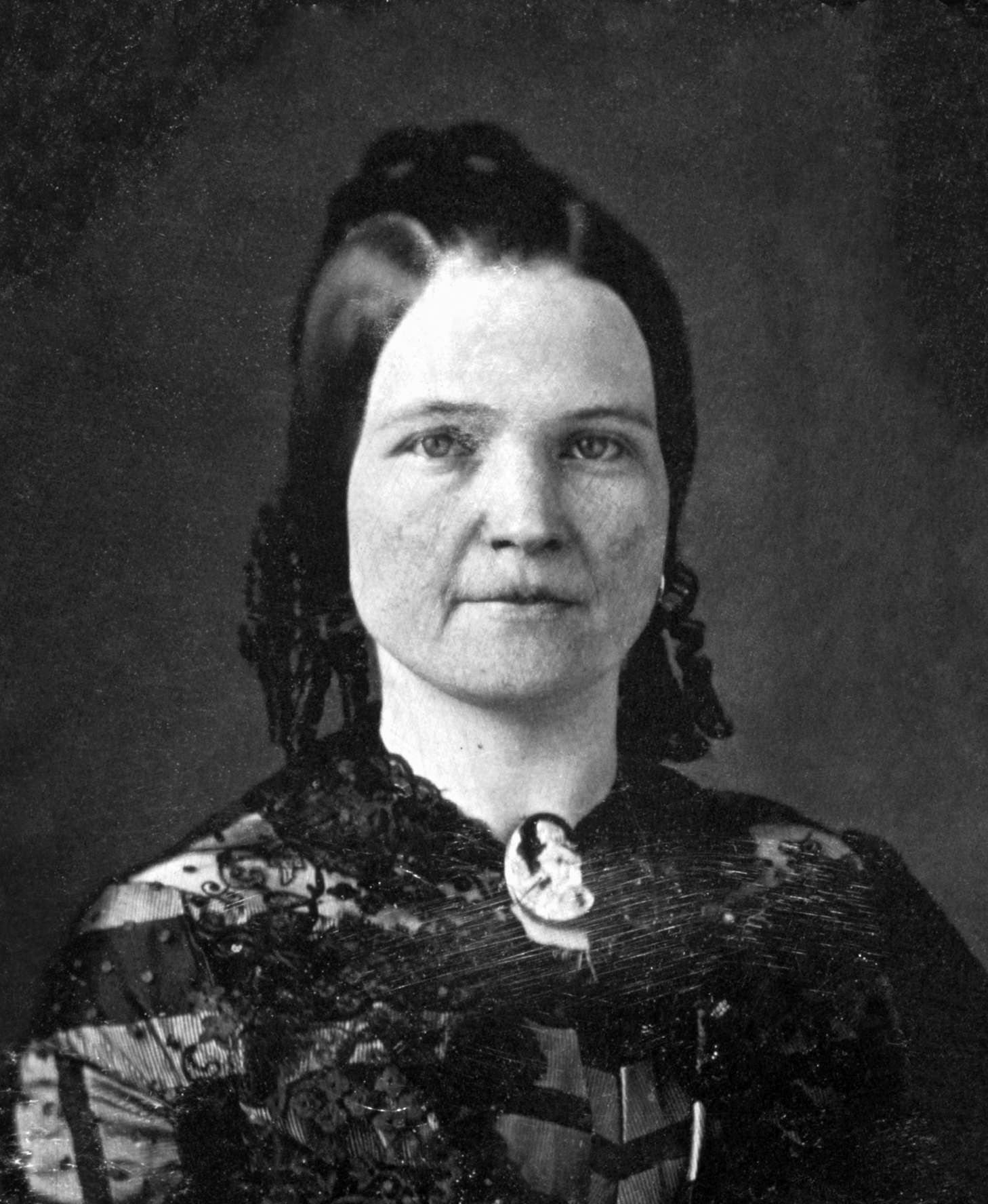
Mary Todd Lincoln, épouse d'Abraham Lincoln, à 28 ans.

Avant de se marier, Lincoln a connu le premier amour de sa vie avec Ann Rutledge (en), une femme déjà mariée. Cette dernière est morte de typhoïde en 1835 et son décès l'affecta profondément. Un poème anonyme, publié trois ans après sa mort et lui rendant hommage, est généralement attribué à Lincoln,. Deux ans après la mort de sa première compagne, il courtise Mary Owens, la sœur de son amie Elizabeth Abell. Lincoln fait sa demande en mariage à Owens en mai 1837, mais elle refuse. Dix-huit mois plus tard, il se fiance à Mary Todd. Finalement le 4 novembre 1842, ils se marient. Ils s'installent ensuite dans une maison sur la Huitième et Jackson à Springfield (la maison et le quartier environnant est désormais le Lincoln Home National Historic Site), qui se trouve à proximité de son étude d'avocat. Mary peine un peu à s'accoutumer à sa nouvelle existence, ayant eu l'habitude d'être toujours servie par les nombreux esclaves que possédait sa famille. La relative pauvreté dans laquelle vit le couple est aussi difficile pour elle qui n'a jamais manqué de rien. Des tensions se font jour entre Abraham et Mary lors des premières années de leur mariage, mais elles s'atténuent lorsque naît leur premier fils.

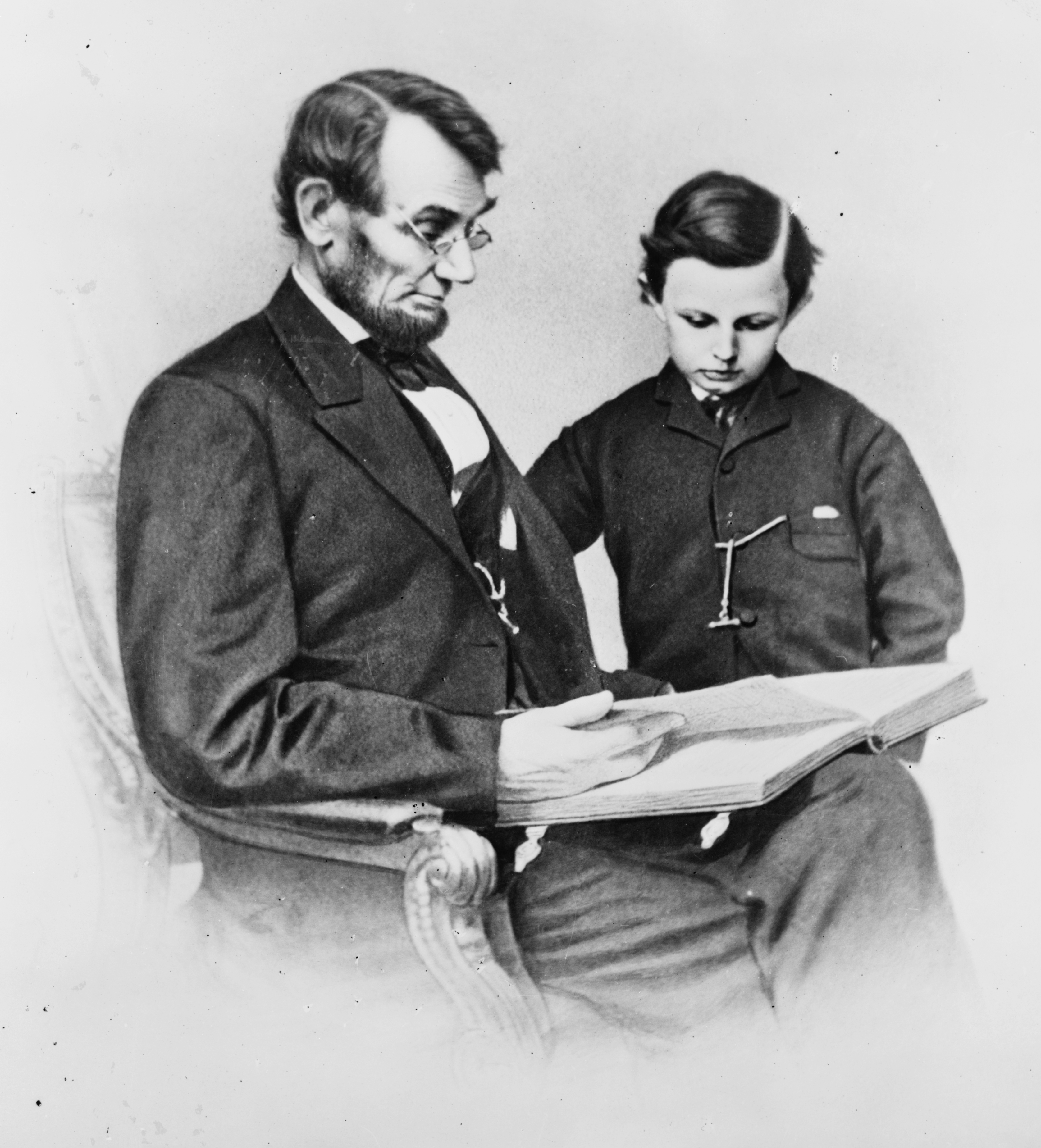
Tad Lincoln avec son père Abraham.

Le couple a quatre enfants. Robert Todd Lincoln naît le 1er août 1843, à Springfield dans l'Illinois. Il est le seul de leurs enfants qui ait atteint l'âge adulte. Les autres, nés également à Springfield, vont mourir pendant leur enfance ou durant l'adolescence. Edward Baker Lincoln naît le 10 mars 1846 et meurt le 1er février 1850. William Wallace Lincoln (en) vient au monde le 21 décembre 1850 et meurt à Washington D.C. le 20 février 1862, lors du premier mandat présidentiel de son père. Thomas « Tad » Lincoln naît le 4 avril 1853 et meurt le 16 juillet 1871, à Chicago. Le dernier descendant de Lincoln, en ligne directe, était Robert Todd Lincoln Beckwith (en), mort le 24 décembre 1985. Mary est décrite comme étant une personne « assez instable ».
La sexualité d'Abraham Lincoln est sujette à débat. Plusieurs personnes ont émis l'hypothèse qu'il était bisexuel, parmi lesquelles le chercheur Clarence Arthur Tripp, qui a notamment mis en avant les relations ambiguës qu'il aurait entretenues avec des hommes, alors qu'il faisait preuve de distance envers les femmes ; Tripp a ainsi fait état de deux relations homoérotiques de Lincoln, dont Joshua Fry Speed. Le magazine Time a abordé le livre de Tripp dans le cadre d'un article de Joshua Wolf Shenk, auteur de Lincoln's Melancholy: How Depression Challenged a President and Fueled His Greatness. Shenk a rejeté les conclusions de Tripp, affirmant que les arguments en faveur de l'homosexualité de Lincoln étaient « basés sur une mauvaise interprétation des arrangements d'hébergement au XIXe siècle ». Tripp était un sexologue, un protégé d'Alfred Kinsey et était homosexuel. Il commença à écrire son ouvrage sur Lincoln avec Philip Nobile, mais ils se sont par la suite disputés. Nobile a ensuite accusé le livre de Tripp d'être frauduleux et déformé,.
La belle-mère de Lincoln, Sarah Bush Lincoln, a déclaré qu'il « ne s'était jamais beaucoup intéressé aux filles ». Cependant, certains récits des contemporains de Lincoln suggèrent qu'il avait une passion forte mais contrôlée pour les femmes. Lincoln a été bouleversé par la mort d'Ann Rutledge en 1835. Alors que certains historiens se sont demandé s'il avait une relation amoureuse avec elle, l'historien John Y. Simon a passé en revue l'historiographie du sujet et a conclu que « les preuves disponibles indiquent de manière unanime que Lincoln aimait tellement Ann que sa mort l'a plongé dans une grave dépression. Plus qu'un siècle et demi après sa mort, alors qu'on ne peut s'attendre à de nouvelles preuves significatives, elle devrait prendre sa place dans la biographie de Lincoln ».
Dans son livre Abraham Lincoln : L'homme qui rêva l'Amérique, l'historienne Doris Kearns Goodwin affirme que les rapports de Lincoln avec Joshua Fry Speed tenaient de l'amitié et non de l'amour :
« Leur intimité est davantage un indice d'une époque où les amitiés masculines étroites, accompagnées d'expressions ouvertes d'affection et de passion, étaient familières et socialement acceptables. Le partage d'un lit ne peut pas non plus être considéré comme une preuve d'implication érotique. C'était une pratique courante à une époque où les quartiers privés étaient un luxe rare… Les avocats du Huitième circuit de l'Illinois où Lincoln voyageait régulièrement et partageaient des lits. p.58 »
Les critiques de l'hypothèse selon laquelle Lincoln était bisexuel soulignent que Lincoln s'est marié et a eu quatre enfants. L'érudit Douglas Wilson écrit que Lincoln, en tant que jeune homme, a affiché un fort comportement hétérosexuel, notamment en racontant des histoires à ses amis sur ses interactions avec les femmes.
Abraham Lincoln a demandé à entrer en franc-maçonnerie à la Tyrian Lodge de Springfield (Illinois), peu après son élection à la présidence en 1860, mais il a retiré sa candidature, considérant que sa demande d'adhésion aurait pu être interprétée comme une ruse politique. Il a donc avisé cette loge qu'il soumettrait sa demande au terme de son mandat.

## Portrait physique et caractère
Lincoln reste, dans l'histoire des États-Unis, le plus grand des présidents par sa taille : 1,93 m. Il a les cheveux noirs et épais, un grand nez et de grandes oreilles. Abraham Lincoln est barbu dans l'imaginaire collectif alors qu'il n'a porté la barbe que les dernières années de sa vie, afin de cacher ses traits du visage émaciés (peut-être causés par un syndrome de Marfan) qui nuisent à son image. Il semblerait qu'il se la soit laissée pousser en 1860 à la demande de Grace Bedell, une petite fille de 11 ans avec qui il a eu une correspondance,.
De nature hypocondriaque, Lincoln, qui souffre par ailleurs de dépressions chroniques, est à la fin de la guerre civile très diminué en ayant perdu vingt kilos. Hormis la syphilis — que Lincoln soignait au mercure, les chercheurs se sont interrogés sur les autres maladies dont aurait souffert le président américain sans parvenir à des conclusions définitives,.

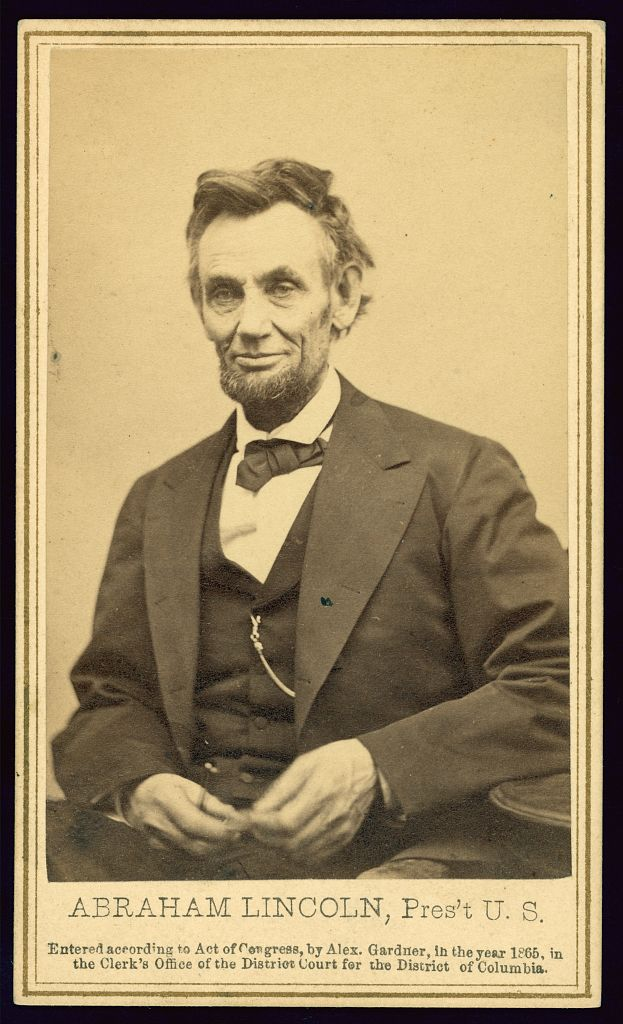
Abraham Lincoln quelques semaines avant son assassinat.

## Assassinat

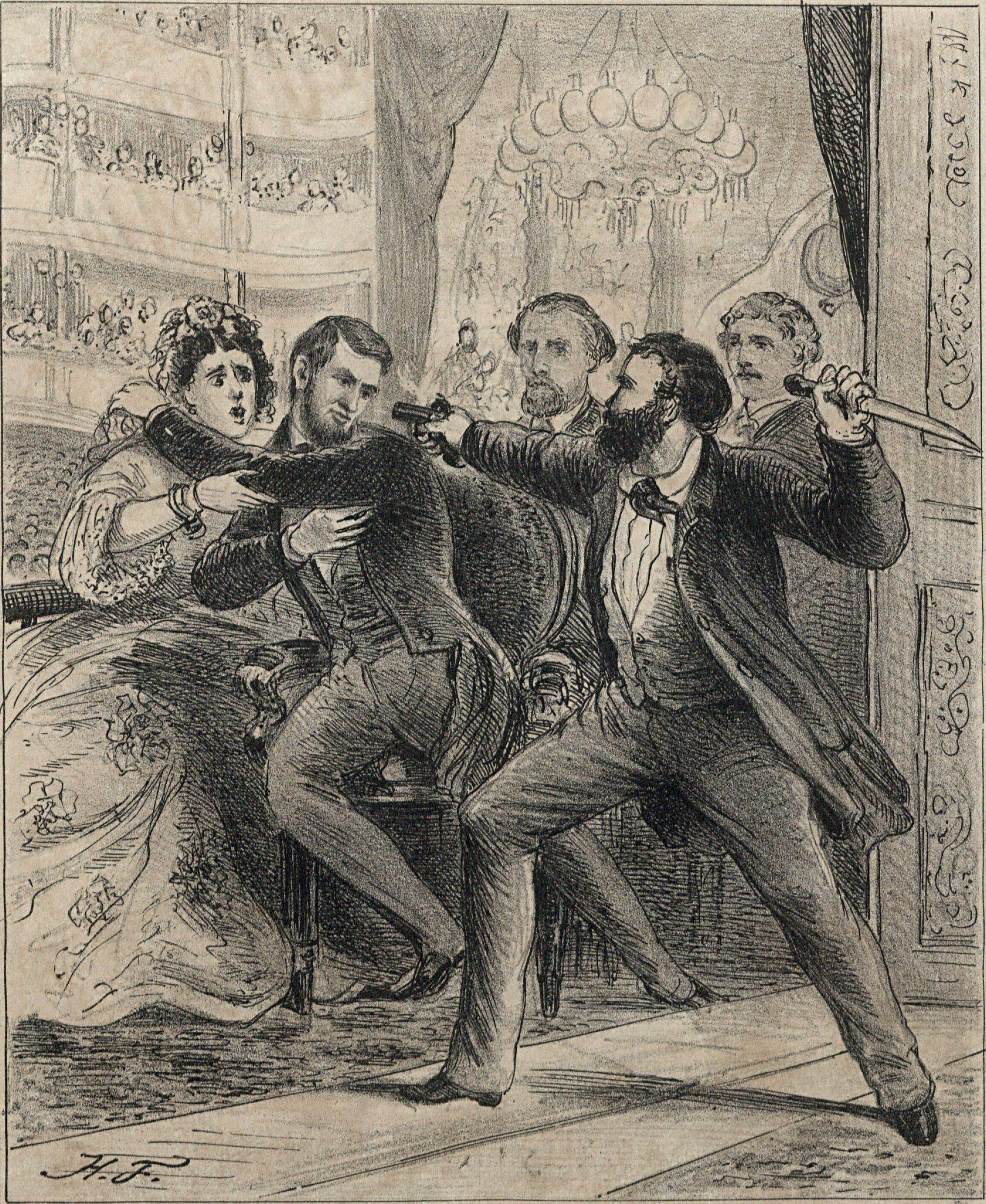
L'assassinat de Lincoln par Booth, gravure de Henrique Fleiuss, 1865 (Semana Illustrada, Brésil).

Lincoln rencontre souvent le général Grant, qui commande les troupes de l'Union, pour aborder les problèmes de la reconstruction des États confédérés. Le 14 avril 1865, c’est au cours d’une sortie au théâtre Ford à Washington (la pièce s'appelait Our American Cousin) qu’il est assassiné par un sympathisant confédéré. Ce dernier, John Wilkes Booth, s'introduit derrière Lincoln et lui tire une balle de Derringer à bout portant derrière la tête, au niveau de la nuque. Les médecins accourent et voient tout de suite que la balle a atteint le cerveau. Ils le transportent dans une maison en face du théâtre où il passe la nuit sans reprendre connaissance. Lincoln meurt le lendemain matin, à 7 h 22. Booth aurait crié en s'enfuyant : « Sic semper tyrannis! » (latin : Ainsi en est-il toujours des tyrans !). Cette citation se trouve dans l'hymne du Maryland, où Booth avait rencontré un certain succès en tant qu'acteur, et sur le Grand Sceau de l'État de Virginie, dont elle est la devise officielle. La nouvelle arrive en Europe dix jours plus tard par le paquebot Australasian, puis télégraphiée par l'agence Reuters assez tôt pour le bouclage de l'édition du 27 avril 1865 du quotidien Le Temps,.
Ironie du sort, quelques années auparavant, le frère de Booth, Edwin, avait sauvé la vie du fils de Lincoln, qui, tombé sur une voie ferrée, risquait d'être heurté par le train entrant en gare.
Quatre personnes furent condamnées à mort par un tribunal militaire à la suite de l’assassinat de Lincoln. Parmi elles, Mary Surratt fut la première femme à être exécutée par le gouvernement des États-Unis.
Lincoln est enterré à Springfield, en Illinois, dans une crypte fortifiée, la Lincoln Tomb, bâtie en 1901 à la suite de menaces proférées contre sa dépouille. Auparavant, son cercueil avait été déplacé 17 fois depuis son enterrement initial en 1865 ainsi qu'ouvert à 5 reprises : le 21 décembre 1865, le 19 septembre 1871, le 9 octobre 1874, le 14 avril 1887 et le 26 septembre 1901.

## Hommages
Lincoln est l’un des présidents les plus admirés de l’histoire des États-Unis : selon un classement dressé par des historiens pour le magazine The Atlantic Monthly, il est l'Américain le plus influent de l'Histoire. Son nom a été donné à la capitale de l’État du Nebraska, un monument (le Lincoln Memorial) est érigé en son honneur au centre de la capitale fédérale et son effigie apparaît sur la pièce de 1 ¢ comme sur le billet de 5 $, elle est aussi apparue sur un billet de 100 $ émis le 10 mars 1863 en Louisiane qui est un des premiers billets émis par le gouvernement américain après que le National Banking Act fut accepté en février 1863. Son portrait est sculpté sur le mont Rushmore et les endroits importants de sa vie ont été transformés en musées. Depuis sa mort, environ 16 000 livres lui auraient été consacrés, selon les estimations de la commission du bicentenaire d'Abraham Lincoln. Le musée Abraham Lincoln de Springfield, dans l'Illinois est l'un des principaux musées consacrés au président.
L’anniversaire de sa naissance a été déclaré jour férié — jusqu’à la création du Presidents Day (« jour des présidents »), jour férié destiné à honorer tous les présidents des États-Unis. Le 12 février 2009, plusieurs cérémonies célébrant le bicentenaire de sa naissance eurent lieu au Lincoln Memorial, dans la capitale fédérale. Le théâtre Ford, lieu de son assassinat, a organisé un gala pour fêter sa réouverture après les travaux de rénovation qui coûtèrent plusieurs millions de dollars.
L’assassinat d'Abraham Lincoln, quelques jours après la fin de la guerre de Sécession, a empêché ses contemporains de critiquer son action. Certains historiens relèvent aujourd’hui qu’il était bien plus préoccupé par le maintien de l’Union que par les droits des esclaves. L'écrivain Jorge Luis Borges porte même à son égard un jugement plus sévère encore (voir article), mais cet avis reste isolé.
La marine américaine a honoré sa mémoire en nommant plusieurs de ses navires USS Abraham Lincoln. Il s'agit d'un sous-marin lance-missiles et d'un porte-avions nucléaire.
Jusqu'à 5 000 Américains, réunis dans la Brigade Abraham Lincoln, ont participé aux brigades internationales pendant la guerre d'Espagne (1936-1939).
L'État de Illinois est surnommé Land of Lincoln (la terre de Lincoln) et cette appellation est reprise sur les plaques d'immatriculation de cet État.
Lincoln Park, le plus vaste parc urbain public de la ville de Chicago (Illinois), et deuxième plus grand du pays après celui de Central Park, fut nommé en son honneur. Il abrite également le Lincoln Monument, une statue de bronze haute de 3,7 m en hommage à Lincoln. Plusieurs statues de Lincoln trônent à travers la ville de Chicago, notamment à Grant Park.
Lincoln Center for the Performing Arts, est un centre culturel de New York. Construit dans les années 1960, il est le siège d'une douzaine de compagnies artistiques.
Au cours de la guerre de Sécession, Lincoln prononce sur le champ de bataille de Gettysburg son célèbre discours de Gettysburg en hommage aux soldats morts pour « la renaissance de la liberté — un gouvernement du peuple, par le peuple et pour le peuple ». Le texte, très court, est gravé sur le monument qui lui rend hommage à Washington ; il est considéré par les Américains comme une déclaration d’importance majeure que les élèves du primaire apprennent par cœur.
Lincoln est aussi renommé pour la lettre qu'il envoya en novembre 1864 à une certaine Madame Bixby, une veuve de Boston dont les cinq fils seraient tombés pendant la guerre de Sécession. Ce texte est généralement considéré comme un des plus beaux de Lincoln, au même titre que son discours de Gettysburg et le discours de sa deuxième investiture.
Une statue d'Abraham Lincoln à Portland est détruite en 2020.

## Abraham Lincoln dans l'art et la culture
Il existe de nombreuses représentations artistiques sur Abraham Lincoln en Amérique comme en Europe.

## Distinctions et récompenses
Abraham Lincoln accepte d’être citoyen d'honneur de Saint-Marin en mai 1861,.

#### Francophone
- Claude Aragonnès, Lincoln : héros d'un peuple, Paris, Hachette, 1955, 352 p. (OCLC 490102193, BNF 31726946, lire en ligne ).
- Georges Ayache, Les présidents des États-Unis : Histoire et portraits, Paris, Éditions Perrin, 2016, 480 p. (ISBN 978-2-262-06420-4, OCLC 991492904, BNF 45110316, lire en ligne ).
- Nicole Bacharan, Les Noirs américains : Des champs de coton à la Maison Blanche, Paris, Éditions Perrin, coll. « Tempus » (no 337), 2010, 618 p. (ISBN 978-2-262-03275-3, OCLC 708357029, BNF 42305262).
- Vincent Bernard, La Guerre de Sécession : La grande guerre américaine (1861-1865), Paris, Passés/Composés, 2022, 446 p. (ISBN 978-2-37933-027-8, OCLC 1294396232, BNF 46984783, présentation en ligne).
- Jacques Binoche, Histoire des États-Unis, Paris, Éditions Ellipses, coll. « Ellipses poche », 2017, 2e éd. (1re éd. 2003), 256 p. (ISBN 978-2-340-02170-9, OCLC 1020169920, BNF 45414237, présentation en ligne).
- Claude Fohlen, Histoire de l'esclavage aux États-Unis, Paris, Perrin, coll. « Tempus » (no 183), 2007, 2e éd. (1re éd. 1998), 342 p. (ISBN 978-2-262-02677-6, OCLC 300394643, BNF 41046899).
- Olivier Frayssé, Abraham Lincoln : La terre et le travail (1809-1860), Paris, Éditions de la Sorbonne, 1988, 222 p. (ISBN 2-85944-157-3, OCLC 299421369, BNF 34988915).
- Doris Kearns Goodwin (trad. de l'anglais par Catherine Makarius), Abraham Lincoln : L'homme qui rêva l'Amérique [« Team of rivals, the political genius of Abraham Lincoln »], Neuilly-sur-Seine, Éditions Michel Lafon, 2012, 333 p. (ISBN 978-2-7499-1762-7, OCLC 851907795, BNF 43504250).
- Hélène Harter et André Kaspi, Les présidents américains : De George Washington à Joe Biden, Paris, Éditions Tallandier, coll. « Texto », 2022, 272 p. (ISBN 979-10-210-5481-3, OCLC 1345667727, BNF 47096831, présentation en ligne).
- Jean Heffer, Histoire documentaire des États-Unis : L'Union en péril, la démocratie et l'esclavage (1829-1865), t. 4, Presses universitaires de Nancy, 1987, 215 p. (ISBN 2-86480-286-4, OCLC 299416411, BNF 36630278).
- André Kaspi, Les Américains : Naissance et essor des États-Unis (1607-1945), t. 1, Paris, Éditions du Seuil, coll. « Points histoire » (no 89), 2014, 5e éd. (1re éd. 1986), 464 p. (ISBN 978-2-7578-4154-9, OCLC 43825106, BNF 43825106, présentation en ligne).
- John Keegan (trad. de l'anglais par Jean-François Sené), La Guerre de Sécession [« The American Civil War: A Military History »], Paris, Perrin, coll. « Tempus » (no 811), 2020, 2e éd. (1re éd. 2011), 570 p. (ISBN 978-2-262-08778-4, OCLC 1193993511, BNF 46618166, lire en ligne ).
- Thomas Keneally (trad. de l'anglais par Paul Simon Bouffartigue), Abraham Lincoln [« Abraham Lincoln : a life »], Paris, Belin, 2013, 284 p. (ISBN 978-2-7011-7565-2, OCLC 842461254, BNF 43557251, présentation en ligne).
- Liliane Kerjan, Abraham Lincoln, Paris, Éditions Gallimard, coll. « Folio biographies » (no 132), 2016, 278 p. (ISBN 978-2-07-046159-2, OCLC 951797438, BNF 45061025, présentation en ligne).
- Robert Lacour-Gayet, Histoire des États-Unis : Des origines jusqu'à la fin de la guerre civile, t. 1, Paris, Fayard, 1976, 469 p. (ISBN 2-213-00315-7, OCLC 461420090, BNF 34300237, lire en ligne sur Gallica ).
- Jean-Michel Lacroix, Histoire des États-Unis, Paris, Presses universitaires de France, 2022, 7e éd. (1re éd. 1996), 576 p. (ISBN 978-2-13-083290-4, OCLC 1302993439, BNF 47012774, présentation en ligne).
- Pierre Mélandri, « Le siècle américain », une histoire, Paris, Perrin, 2016, 672 p. (ISBN 978-2-262-03811-3, OCLC 960976545, BNF 45158509, lire en ligne ).
- Stephen B. Oates (trad. de l'anglais par Philippe Delamare), Lincoln [« With malice toward none »], Paris, Fayard, 1984, 570 p. (ISBN 2-213-01414-0, OCLC 31381591, BNF 34763662, présentation en ligne).
- Jacques Portes, Histoire des États-Unis : De 1776 à nos jours, Paris, Armand Colin, coll. « U Histoire », 2017, 3e éd. (1re éd. 2010), 432 p. (ISBN 978-2-200-61809-4, OCLC 985086886, BNF 45268837, lire en ligne ).
- Philippe Valode, Les Présidents des États-Unis, Paris, Éditions de l'Archipel, 2008, 212 p. (ISBN 978-2-84187-745-4, OCLC 470559651, BNF 41379792).
- Bertrand Van Ruymbeke, Histoire des États-Unis : De 1492 à 1919, t. 1, Paris, Tallandier, coll. « Texto », 2021, 608 p. (ISBN 979-10-210-4989-5, OCLC 1269615217, BNF 46846182, présentation en ligne).
- Louis de Villefosse, Lincoln, Paris, Éditions du Seuil, coll. « Le temps qui court » (no 37), 1965, 188 p. (OCLC 5704713, BNF 37503510, lire en ligne sur Gallica ).
- Bernard Vincent (dir.), Histoire des États-Unis, Paris, Flammarion, coll. « Champs Histoire », 2016, 4e éd. (1re éd. 1997), 720 p. (ISBN 978-2-08-139368-4, OCLC 960914039, BNF 45138239, présentation en ligne).
- Bernard Vincent, Lincoln : l'homme qui sauva les États-Unis, Paris, Éditions de l'Archipel, 2009 (réimpr. 2013), 425 p. (ISBN 978-2-8098-0122-4, OCLC 303025448, BNF 41424189).

#### Anglophone
Notices dans des encyclopédies et manuels de références
- (en-US) Gerhard Peters (dir.), Presidency A to Z, Thousand Oaks, Californie, CQ Press (réimpr. 1998, 2003, 2007, 2012) (1re éd. 1992), 719 p. (ISBN 9781608719082, lire en ligne), p. 361-364,
- (en-US) Leonard W. Levy & Louis Fisher (dir.), Encyclopedia of the American Presidency, vol. 3 : J-R, New York, Simon & Schuster, 31 décembre 1994, 1349 p. (ISBN 9780132759830, lire en ligne), p. 962-970,
- (en-US) Suzan Michele Bourgoin & Paula K. Byers (dir.), Encyclopedia Of World Biography, vol. 9 : Kilpatrick - Louis, Detroit, Michigan, Gale Research, 2 décembre 1997, 540 p. (ISBN 9780787625498, lire en ligne), p. 415-418,
- (en-US) John A. Garraty (dir.), American National Biography, vol. 13 : Kurtzman - Lovecraft, New York, Oxford University Press, USA, 1er janvier 1999, 954 p. (ISBN 9780195127928, lire en ligne), p. 662-673,
- (en-US) Michael A. Genovese (dir.), Encyclopedia of the American Presidency, New York, Facts On File, 15 novembre 2004, 549 p. (ISBN 9780816046997, lire en ligne), p. 298-302,

Essais et biographies
- (en-US) Dale Carnegie, Lincoln the Unknown, New York, Buccaneer Books (réimpr. 1941, 1947, 1959, 1966, 1975, 1993,) (1re éd. 1932), 262 p. (ISBN 9780899683201, lire en ligne)
- (en-US) Olivia E. Coolidge, The apprenticeship of Abraham Lincoln, New York, Scribner, 1er janvier 1974, 264 p. (ISBN 9780684140032, lire en ligne),
- (en-US) Olivia E. Coolidge, The Statesmanship of Abraham Lincoln, New York, Scribner Book Company, 1er janvier 1976, 264 p. (ISBN 9780684146775, lire en ligne),
- (en-US) Mark E. Neely Jr., The Abraham Lincoln Encyclopedia, New York, Da Capo Press (réimpr. 1984) (1re éd. 1981), 372 p. (ISBN 9780306802096, lire en ligne),
- (en-US) Eric Foner, Reconstruction : America's Unfinished Revolution, 1863-1877, New York, Harper Perennial Modern Classics (réimpr. 2014) (1re éd. 1988), 756 p. (ISBN 9780062354518, lire en ligne),
- (en-US) Russell Shorto, Abraham Lincoln and the End of Slavery, Brookfield, Connecticut, Millbrook Press, 1er janvier 1991, 40 p. (ISBN 9781878841124, lire en ligne),
- (en-GB) David Herbert Donald, Lincoln, Londres, Jonathan Cape, 1995, 760 p. (ISBN 9780224042222, lire en ligne),
- (en-US) Peter D. Burchard, Lincoln and Slavery, New York, Atheneum Books for Young Readers, 1er juin 1999, 216 p. (ISBN 9780689815706, lire en ligne)
- (en-US) Allen C. Guelzo, Abraham Lincoln : Redeemer President, Grand Rapids, Michigan, William B. Eerdmans Publishing Company, 1er septembre 1999, 532 p. (ISBN 9780802838728, lire en ligne),
- (en-US) Gabor S. Boritt (dir.), The Lincoln Enigma : The Changing Faces of an American Icon, New York, Oxford University Press, USA, 8 février 2001, 356 p. (ISBN 9780195144581, lire en ligne),
- (en-US) William E. Gienapp, Abraham Lincoln and Civil War America : A Biography, New York, Oxford University Press, 8 avril 2002, 260 p. (ISBN 9780195150995, lire en ligne),
- (en-US) Doris Kearns Goodwin, Team of Rivals : The Political Genius of Abraham Lincoln, New York, Simon & Schuster (réimpr. 2012) (1re éd. 2005), 980 p. (ISBN 9781451688092, lire en ligne),
- (en-US) Pamela Oldham & Meredith Bean-McMath, The Complete Idiot's Guide to the Legacy of Lincoln, Indianapolis, Indiana, Alpha Books, 6 septembre 2005, 372 p. (ISBN 9781592574056, lire en ligne),
- (en-US) Harold Holzer, Craig L. Symonds & Frank J. Williams (dir.), Exploring Lincoln : Great Historians Reappraise Our Greatest President, New York, Fordham University Press, 2 mars 2015, 308 p. (ISBN 9780823265626, lire en ligne),

Articles
- (en-US) Roy P. Basler, « Abraham Lincoln's Rhetoric », American Literature, vol. 11, no 2,‎ mai 1939, p. 167-182 (lire en ligne ),
- (en-US) Michael Les Benedict, « Abraham Lincoln and Federalism », Journal of the Abraham Lincoln Association, vol. 10,‎ 1988, p. 1-45 (lire en ligne ),
- (en-US) Kenneth J. Winkle, « Abraham Lincoln: Self-Made Man », Journal of the Abraham Lincoln Association, vol. 21, no 2,‎ été 2000, p. 1-16 (lire en ligne ),
- (en-US) Nicole Etcheson, « "A Living, Creeping Lie": Abraham Lincoln on Popular Sovereignty », Journal of the Abraham Lincoln Association, vol. 29, no 2,‎ été 2008, p. 1-25 (lire en ligne ),
- (en-US) J. Blaine Hudson, « Abraham Lincoln: An African American Perspective », The Register of the Kentucky Historical Society, vol. 106, nos 3/4,‎ été-automne 2008, p. 513-535 (lire en ligne ),
- (en-US) William P. Leeman, « George Bancroft's Civil War: Slavery, Abraham Lincoln, and the Course of History », The New England Quarterly, vol. 81, no 3,‎ septembre 2008, p. 462-488 (lire en ligne ),
- (en-US) Kirt H. Wilson, « Debating the Great Emancipator: Abraham Lincoln and our Public Memory », Rhetoric and Public Affairs, vol. 13, no 3,‎ 2010, p. 455-479 (lire en ligne ),
- (en-US) Bruce Levine, « "The Vital Element of the Republican Party": Antislavery, Nativism, and Abraham Lincoln », Journal of the Civil War Era, vol. 1, no 4,‎ décembre 2011, p. 481-505 (lire en ligne ),
- (en-US) David Martínez, « Remembering the Thirty-Eight: Abraham Lincoln, the Dakota, and the U.S. War on Barbarism », Wicazo Sa Review, vol. 28, no 2,‎ 2013, p. 5-29 (lire en ligne ),
- (en-US) Chandra Manning, « The Shifting Terrain of Attitudes Toward Abraham Lincoln and Emancipation », Journal of the Abraham Lincoln Association, vol. 34, no 1,‎ hiver 2013, p. 18-39 (lire en ligne ),
- (en-US) Manisha Sinha, « Did He Die an Abolitionist? The Evolution of Abraham Lincoln’s Antislavery », American Political Thought, vol. 4, no 3,‎ été 2015, p. 439-454 (lire en ligne ),
- (en-US) Brian Danoff, « Lincoln and the "Necessity" of Tolerating Slavery before the Civil War », The Review of Politics, vol. 77, no 1,‎ hiver 2015, p. 47-71 (lire en ligne ),
- (en-US) Mark B. Pohlad, « Harriet Monroe's Abraham Lincoln », Journal of the Abraham Lincoln Association, vol. 37, no 2,‎ été 2016, p. 16-41 (lire en ligne ),
- (en-US) Christopher W. Anderson, « Native Americans and the Origin of Abraham Lincoln's Views on Race », Journal of the Abraham Lincoln Association, vol. 37, no 1,‎ hiver 2016, p. 11-29 (lire en ligne ),
- (en-US) Stephen D. Engle, « “Under Full Sail”: John Andrew, Abraham Lincoln, and Standing by the Union », Massachusetts Historical Review (MHR), vol. 19,‎ 2017, p. 43-81 (lire en ligne ),
- (en-US) David J. Gerleman, « Representative Lincoln at Work: Reconstructing a Legislative Career from Original Archival Documents », The United States Capitol Historical Society, vol. 54, no 2,‎ hiver 2017, p. 33-46 (lire en ligne).
- (en-US) Robert G. Wick, « “He was a Friend of us Poor Men”: Ida M. Tarbell and Abraham Lincoln's View of Democracy », Indiana Magazine of History, vol. 114, no 4,‎ décembre 2018, p. 255-282 (lire en ligne ),
- (en-US) Patrick Kelly, « The Lost Continent of Abraham Lincoln », Journal of the Civil War Era, vol. 9, no 2,‎ juin 2019, p. 223-248 (lire en ligne ),
- (en-US) Kevin J. Portteus, « “My Beau Ideal of a Statesman”: Abraham Lincoln’s Eulogy on Henry Clay », Journal of the Abraham Lincoln Association, vol. 41, no 2,‎ été 2020, p. 1-24 (lire en ligne ),
- (en-US) Elizabeth Brown Pryor, « Conflict, Chaos, and Confidence: Abraham Lincoln’s Struggle as Commander in Chief », The Virginia Magazine of History and Biography, vol. 129, no 1,‎ 2021, p. 2-79 (lire en ligne ),